# Kloster Hirsau

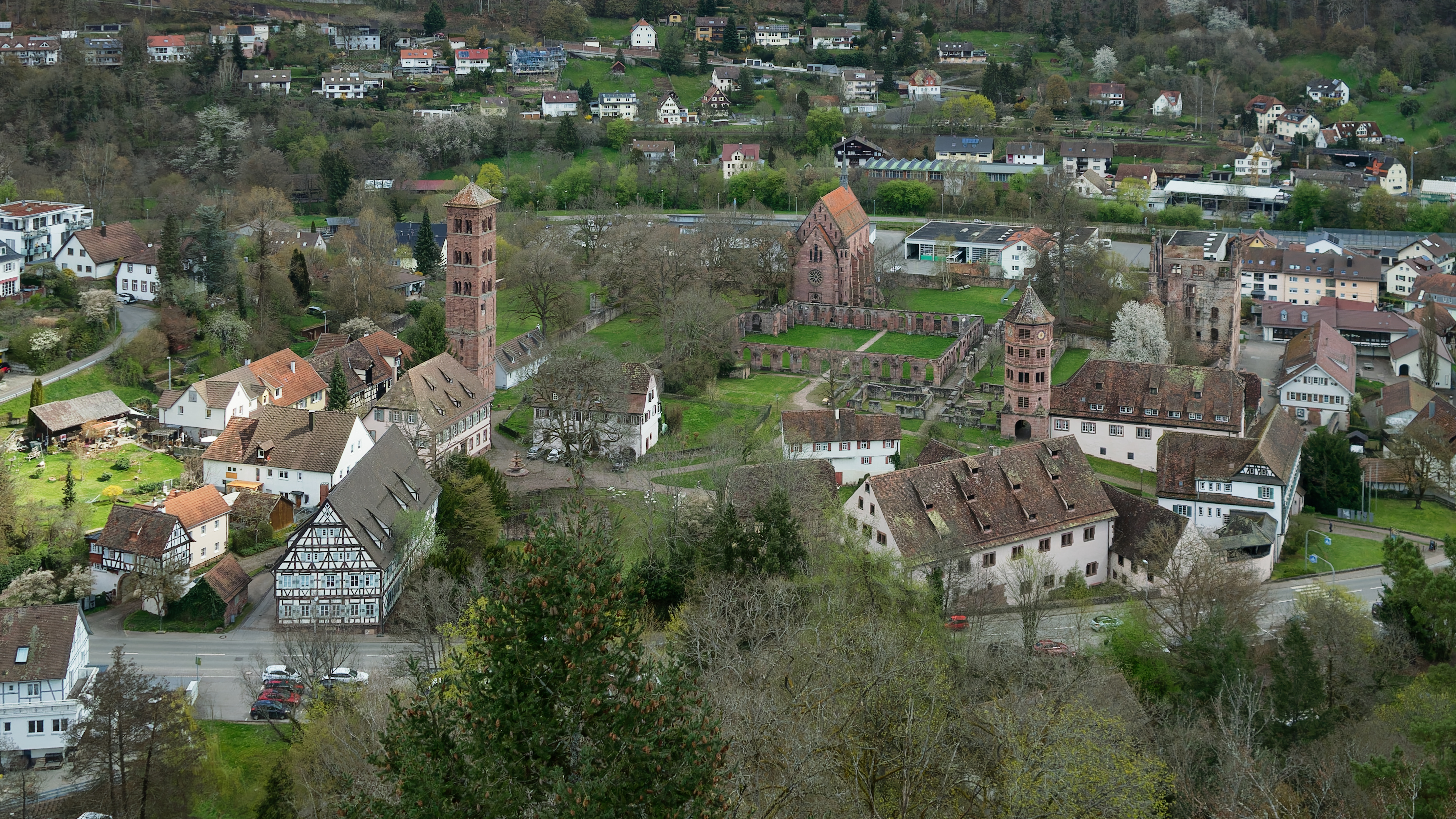
Luftbild der gesamten Klosteranlage

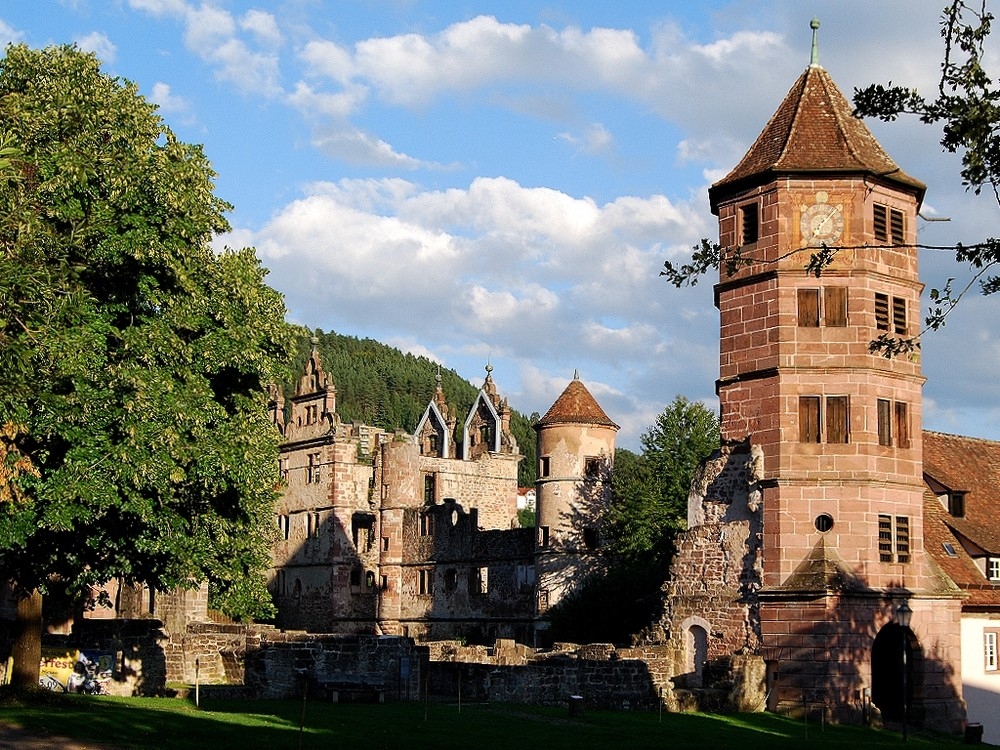
Torturm des Jagdschlosses und Schlossruine

Das Kloster Hirsau war eine bedeutende Benediktinerabtei in Hirsau im Nordschwarzwald. Meist meint man damit die Anlage St. Peter und Paul. Im weiteren Sinn umfasst die Bezeichnung jedoch auch deren Vorläufer St. Aurelius.
Hirsau (vormals auch Hirschau) war zeitweise eines der bedeutendsten Klöster Deutschlands. Es diente der cluniazensischen Reformbewegung sehr früh als deutscher Stützpunkt. Von hier ging eine Reihe von Klostergründungen aus, aber auch die Erneuerung bestehender Gemeinschaften nach der sogenannten Hirsauer Reform. Zum Zeitpunkt seiner Errichtung im späten 11. Jahrhundert war St. Peter und Paul das baulich größte Kloster im deutschsprachigen Raum. Während des Pfälzischen Erbfolgekriegs wurde die Anlage 1692 von französischen Truppen niedergebrannt und verfiel dann.

## Vorläufer

### St. Nazarius

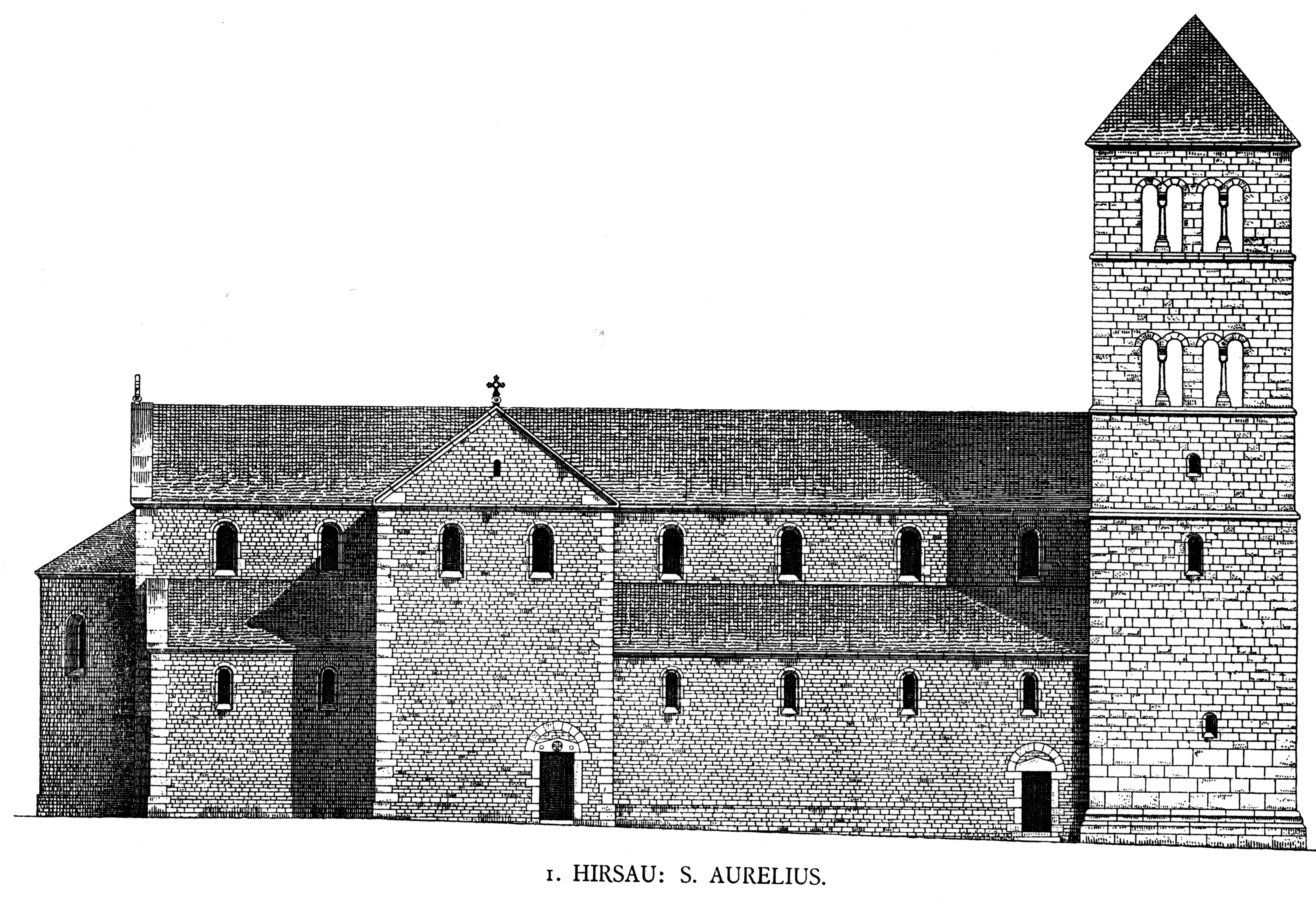
St. Aurelius II: Rekonstruktion
(Dehio 1887)

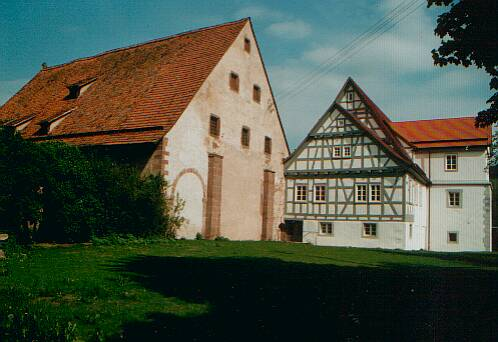
St. Aurelius II (rechts Forstmeisterhof) von Südost

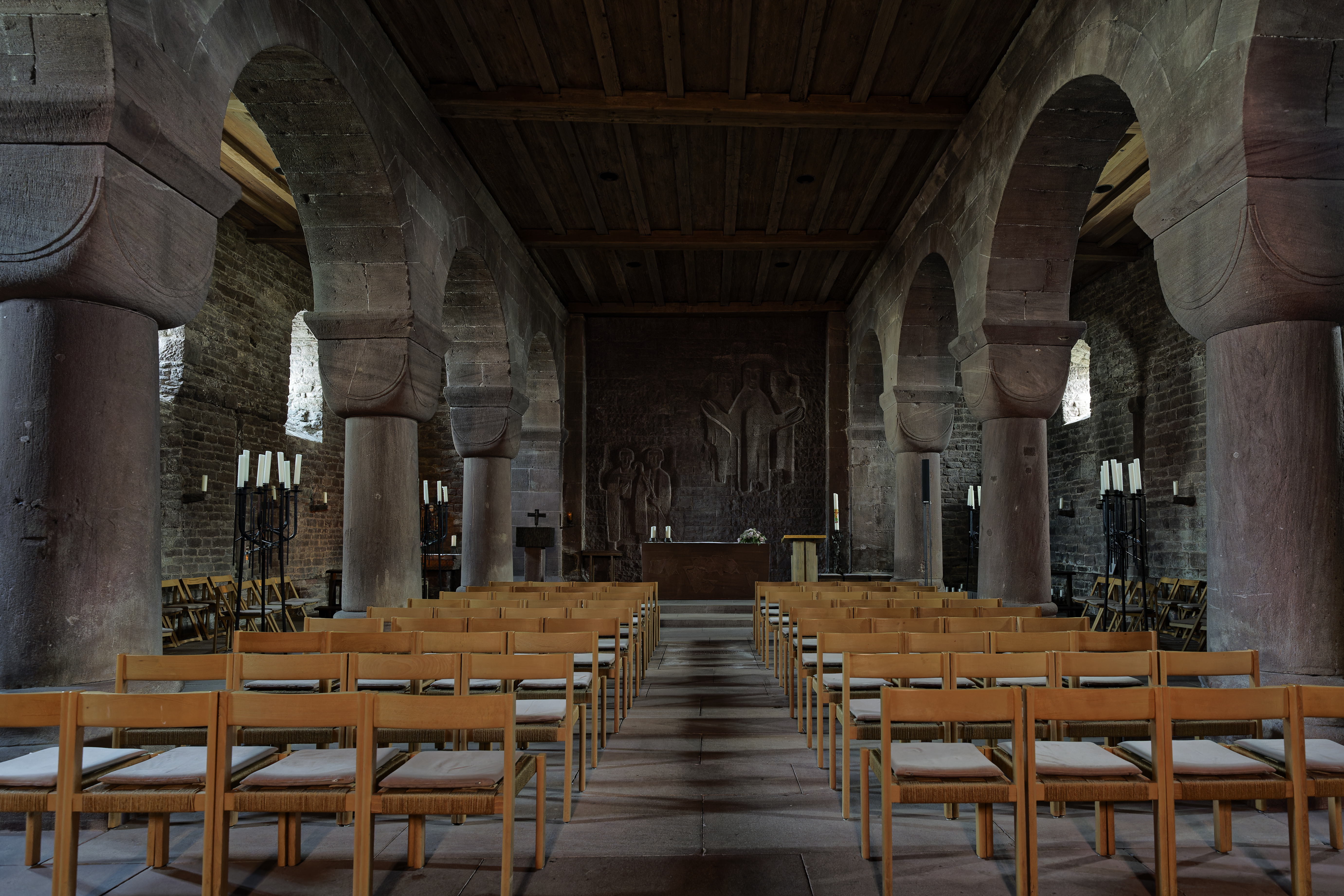
St. Aurelius II: innen

Hirsau war bereits im 8. Jahrhundert mit seiner um 765 errichteten Nazariuskapelle oder -kirche eine kirchliche Keimzelle für den Nordschwarzwald. Der Codex Hirsaugiensis berichtet von der Translation der Gebeine des hl. Aurelius um das Jahr 830 nach Hirsau. Vorübergehend seien sie in der abseits gelegenen Nazariuskapelle niedergelegt worden, über deren Aussehen nichts bekannt ist.

### St. Aurelius I
Bischof Noting von Vercelli überführte um 830 die Gebeine des Heiligen Aurelius von Riditio aus Mailand nach Hirsau. Erlafried, ein Verwandter Notings und Vorfahr der Grafen von Calw, hatte dort Besitz.
Zunächst ließ er eine einfache Saalkirche mit eingezogenem Rechteckchor errichten. Ob von Beginn an ein Benediktinerkloster in Hirsau geplant war, ist ungeklärt. Möglicherweise existierte eine Klosterzelle, die später ausgebaut wurde. Das erste Aureliuskloster bestand bis um das Jahr 1000, verfiel dann und ging seiner Besitzungen verlustig. Bei Grabungen 1955 wurden Fragmente aus rotem Sandstein gefunden: In der Kirche St. Aurelius I zierten die Stücke, von denen ein großes ein Krückenkreuz aus steinernem Flechtwerk trägt, den Ambo.

### St. Aurelius II
Im Jahre 1049 ließ Papst Leo IX. während eines Besuchs die Gebeine des Heiligen suchen und ausgraben. Er befahl seinem Neffen, dem Grafen Adalbert von Calw, das Kloster St. Aurelius wieder zu errichten. Der Neubau begann 1059. Es handelte sich um eine dreischiffige romanische Säulenbasilika mit Querhaus und apsidalem Chorabschluss. Das Langhaus erstreckte sich über vier Joche. Westlich begrenzten zwei massige Türme das Gebäude. Südlich schloss sich eine Klausur mit Kreuzgang an.

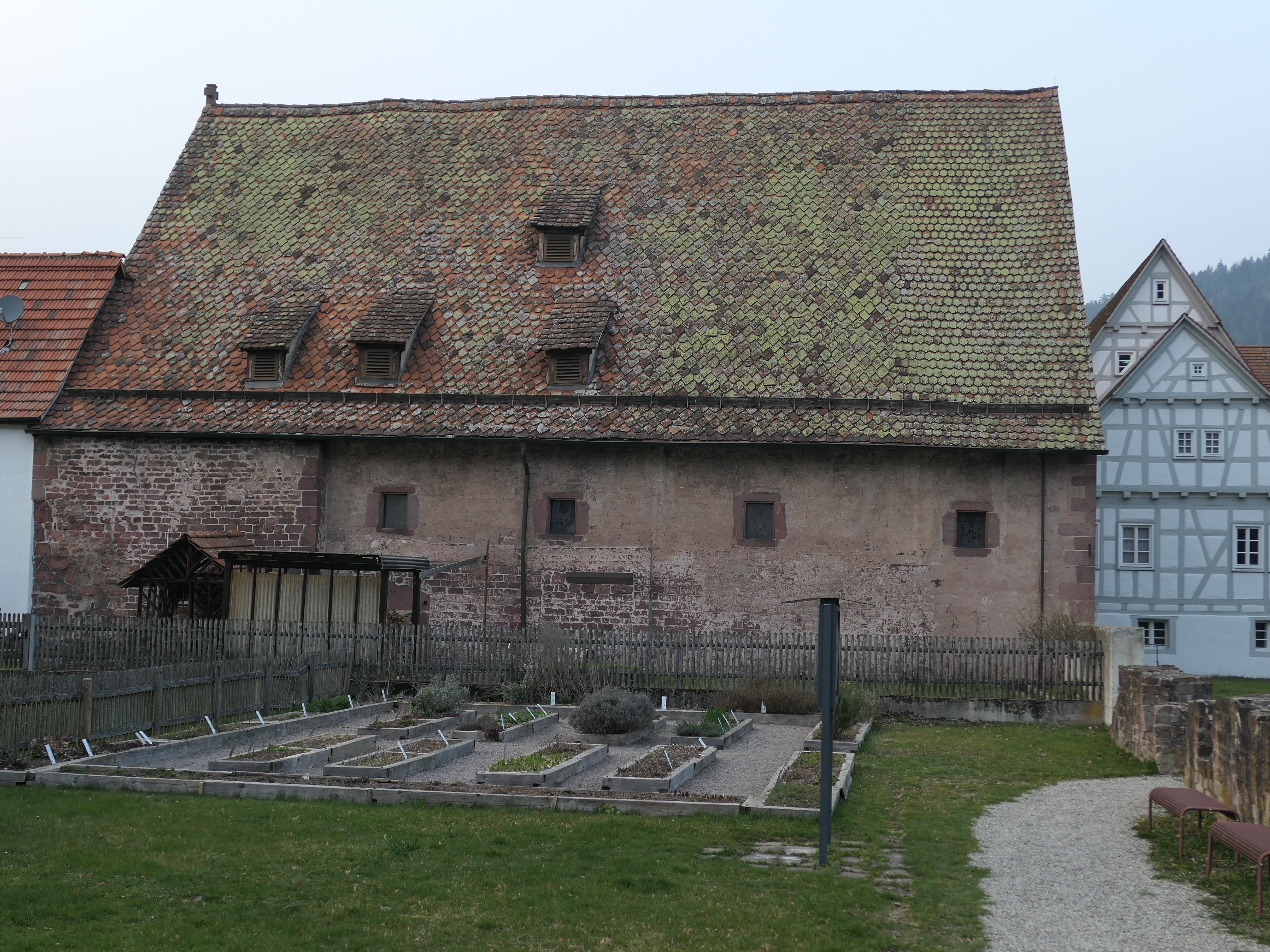
Aureliuskirche, Südfassade mit Kräutergarten
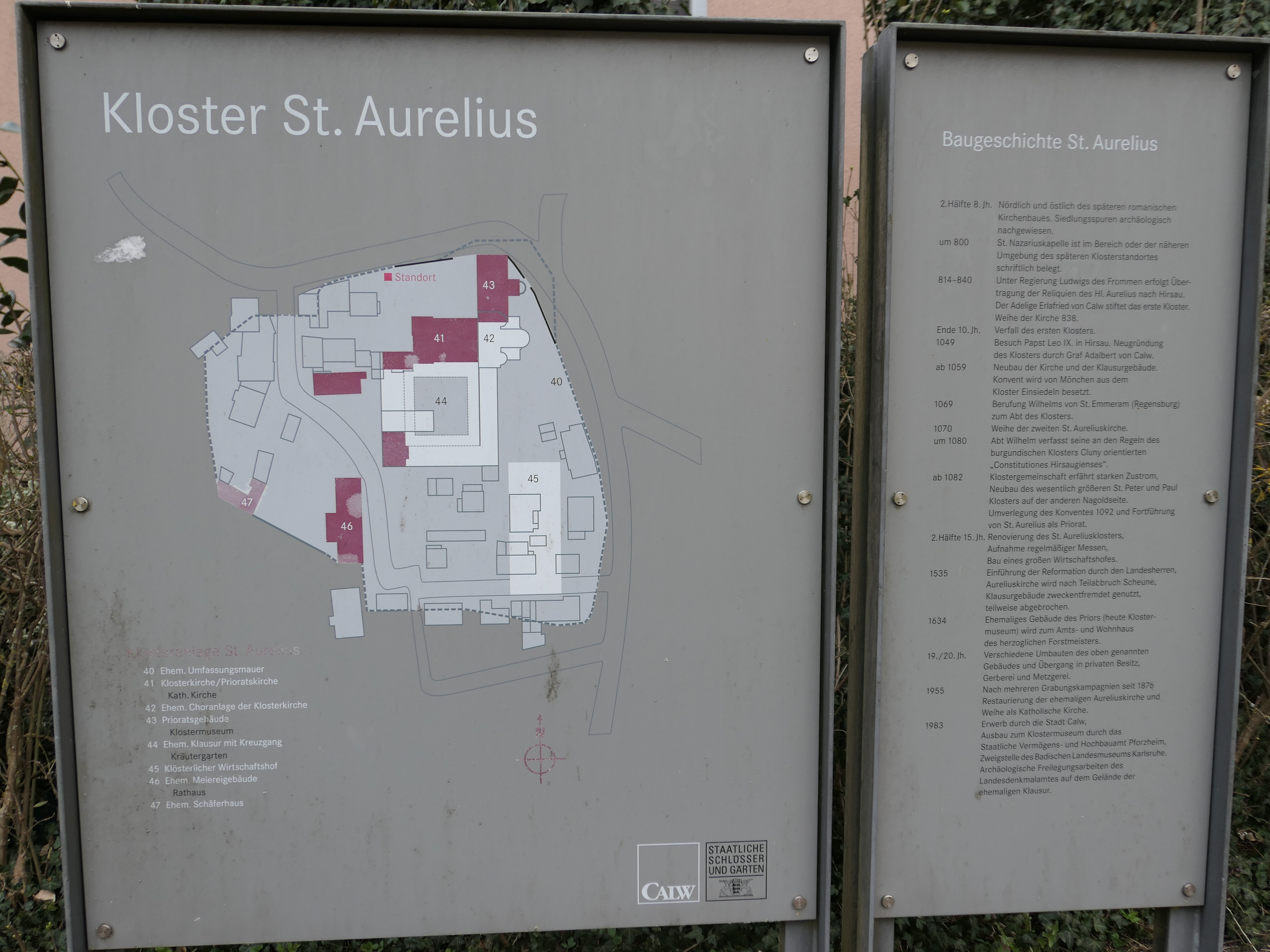
Aureliuskloster, Lageplan
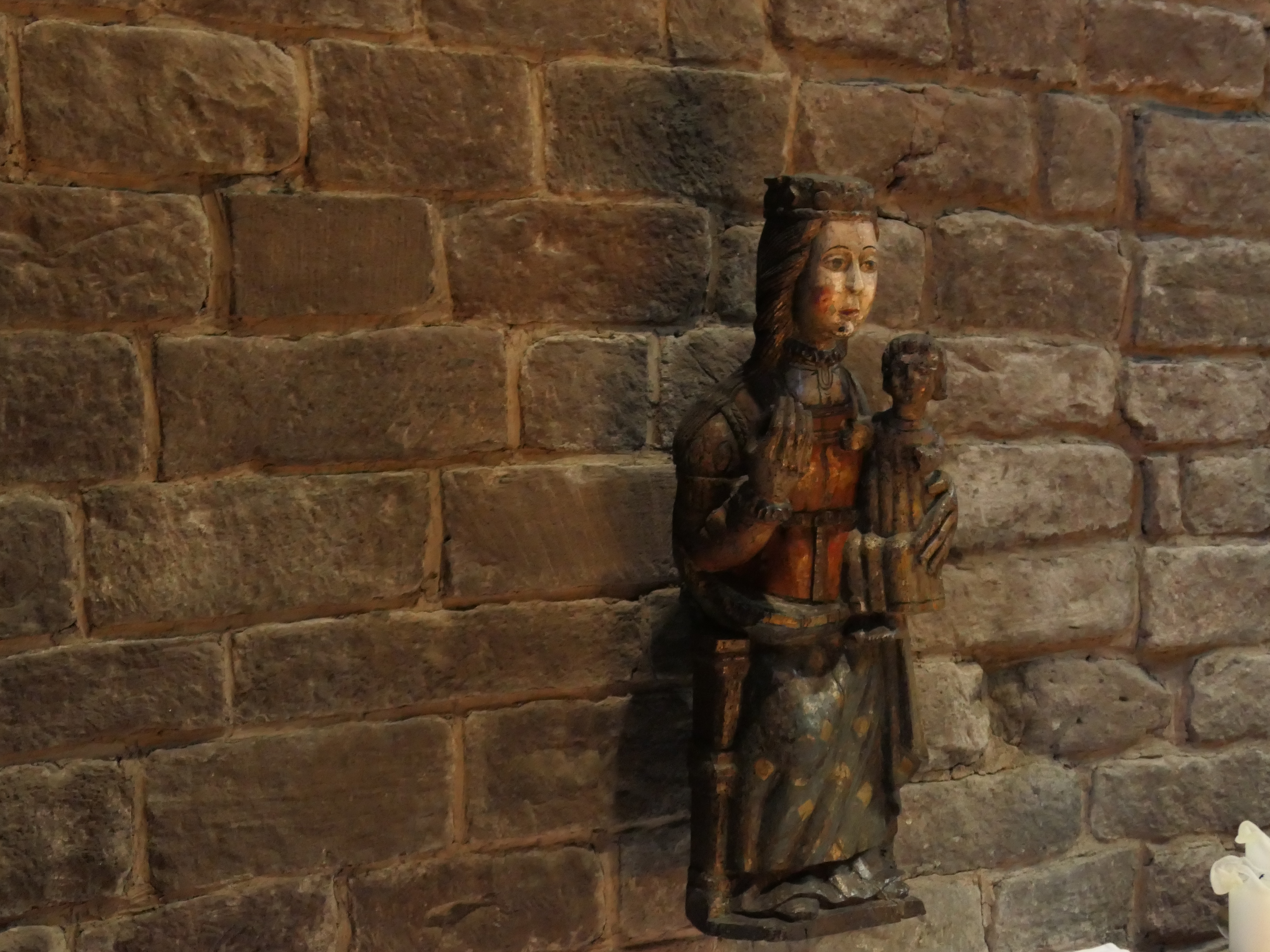
Aureliuskirche, Madonna mit Kind aus Andalusien
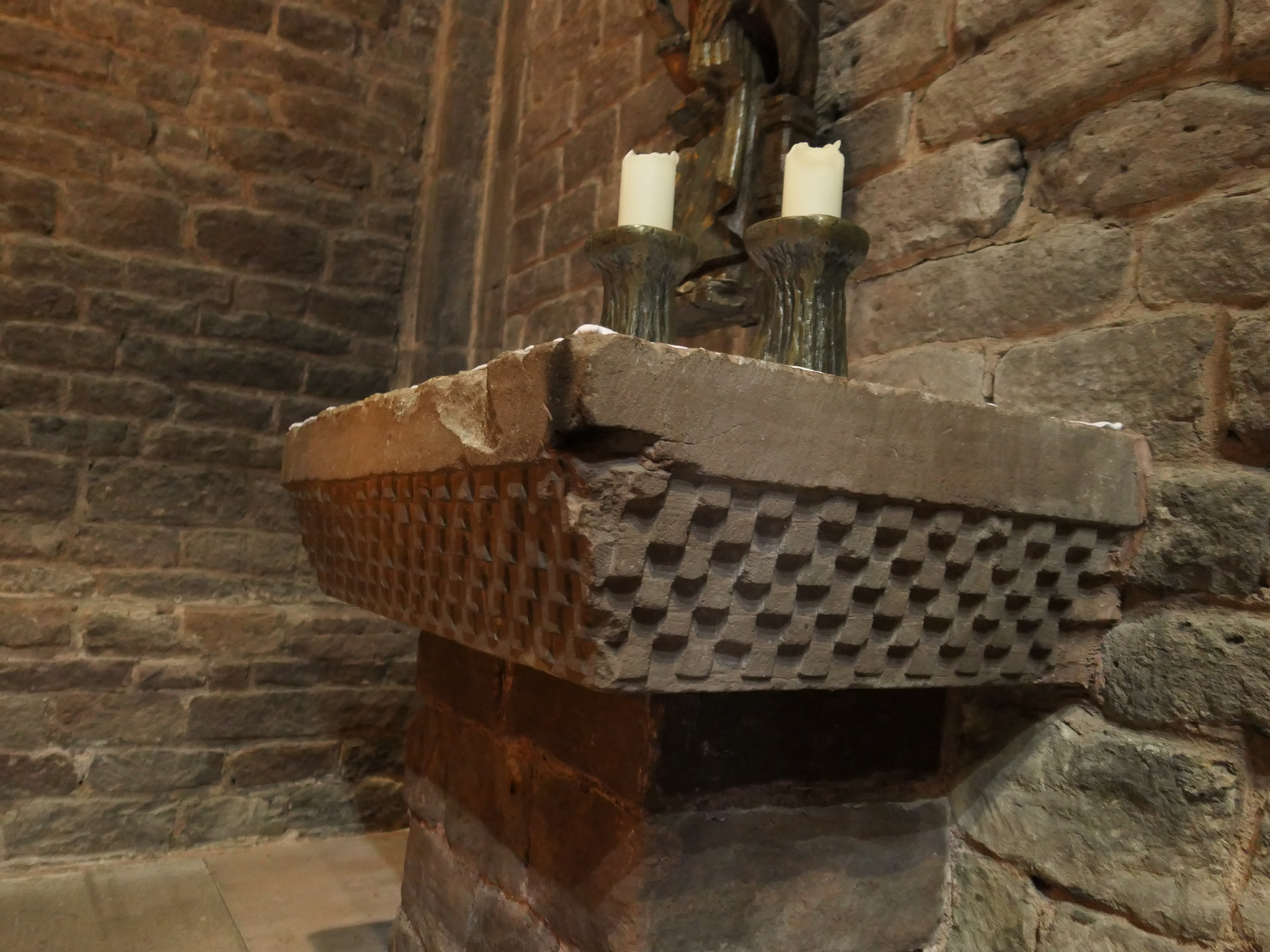
Aureliuskirche, Gesims unter Madonna mit Klötzchenfries
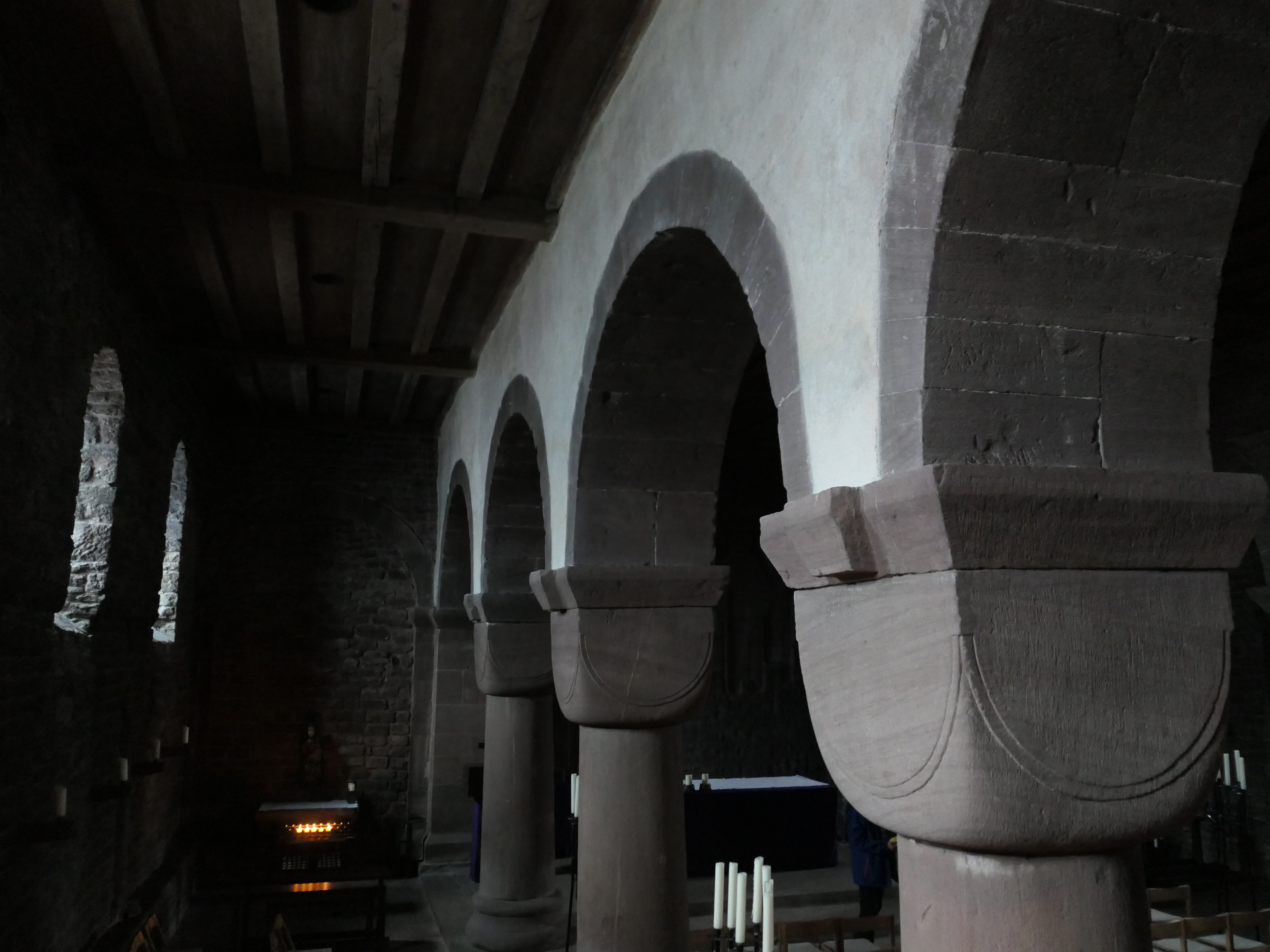
Aureliuskirche, romanische Würfelkapitelle Nordost
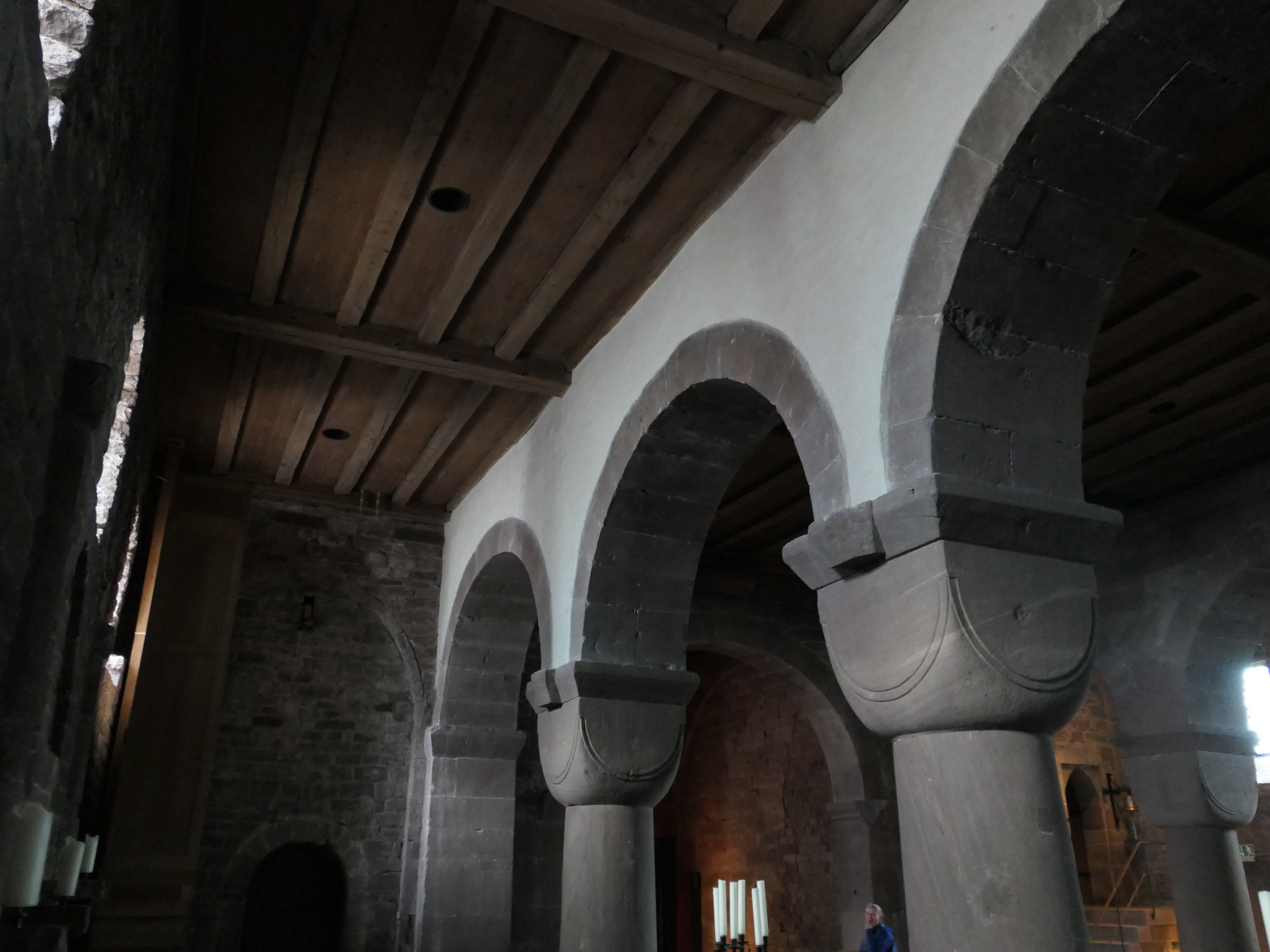
Aureliuskirche, Würfelkapitelle Südwest
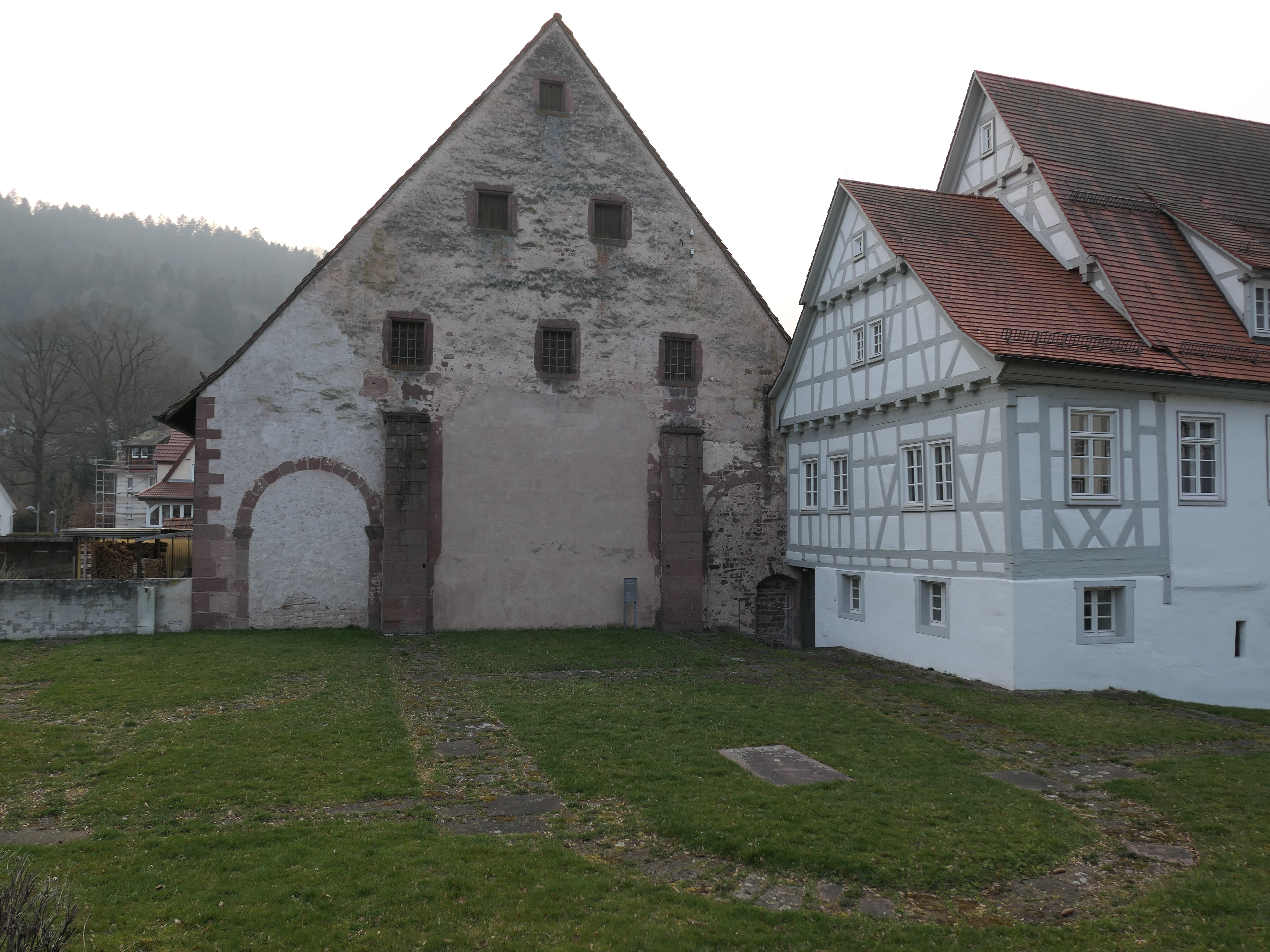
Aureliuskirche, Ostansicht mit Grundriss der abgegangenen Bauteile und Klostermuseum

Nach dem Umzug der Mönche ins Peter- und Paulskloster im Jahr 1092 wurde St. Aurelius in ein untergeordnetes Priorat umgewandelt.

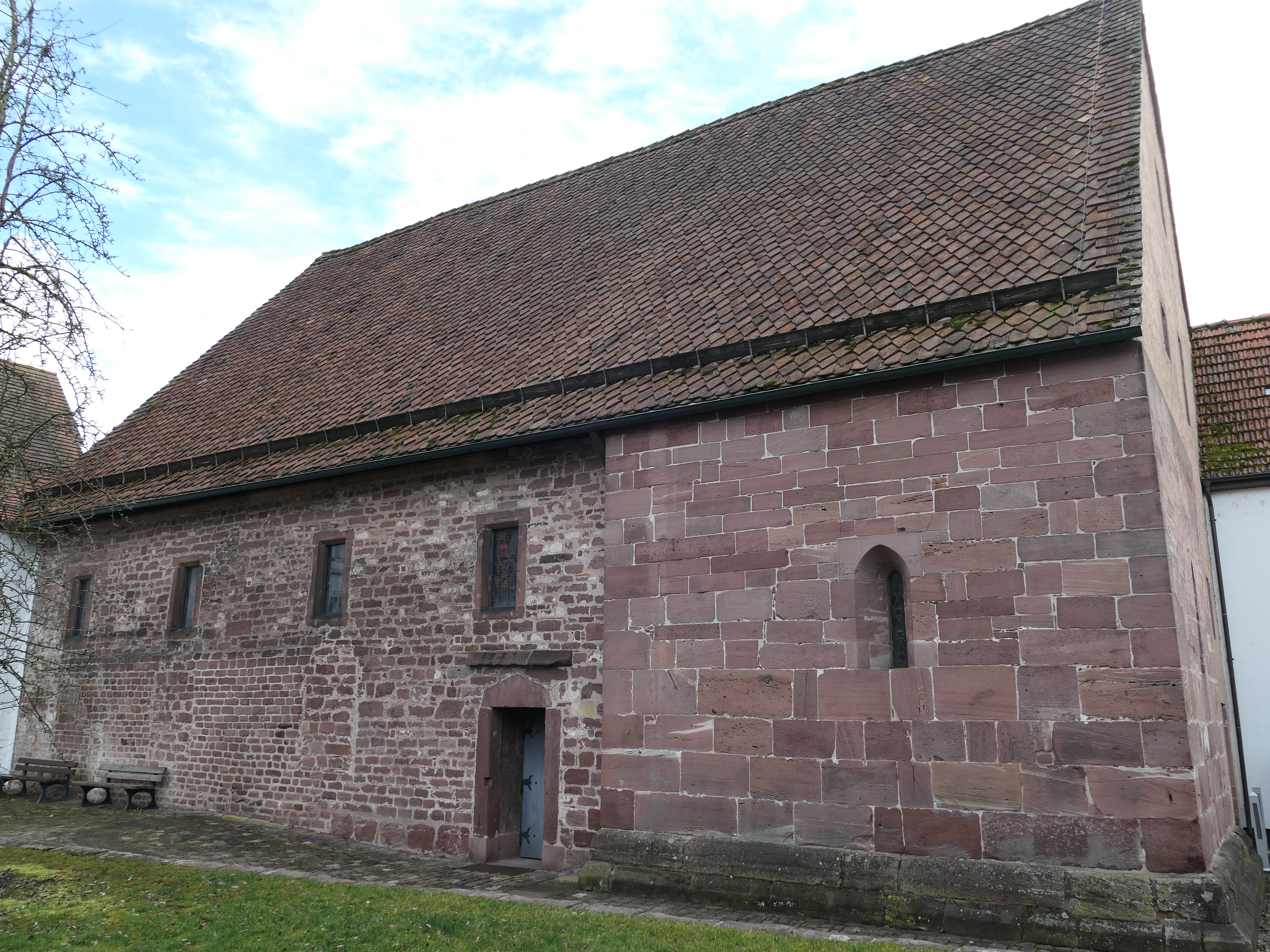
Aurelius Nordansicht Turmstumpf Nordwest

Ende des 15. Jahrhunderts wurden die Gemäuer renoviert, jedoch schon 1555 im Zuge der württembergischen Reformation das Kloster aufgehoben. 1584 wurden Klausur und Kirche wegen Baufälligkeit zu großen Teilen abgerissen, der Rest anderen Zwecken zugeführt. Unter anderem diente der Kirchentorso als Stall, Scheune, Turnhalle, Garage und Lagerhalle.
Die erhaltenen Bauglieder – die vier Joche des Langhauses sowie die Stümpfe der beiden Westtürme mit der dazwischen liegenden Vorhalle – sind heute im Stil einer Hallenkirche gedeckt, also ohne Obergaden. Im Inneren schließt sie eine Holzdecke nach oben ab. Die Durchgänge zum abgerissenen Querhaus sind zugemauert. Das Mittelschiff verschließt gen Osten eine Wand mit figürlichen Tiefreliefs von Bildhauer Otto Herbert Hajek, der 1955 auch Altar und Tabernakel geschaffen hat. Wilhelm Geyer gestaltete 1955 die acht kleinen Fenster im Schiff, zwei Fenster in der Sakristei und das Oberlicht in der Vorhalle.
Zwischen 1876 und 1989 fanden mehrmals archäologische Grabungen statt, die umfangreich Aufschluss über die Baugeschichte des Aureliusklosters gaben.
Im nördlich angrenzenden sogenannten Forstmeisterhof (Calwer Straße 6) richteten die Stadt Calw und das Landesamt für Denkmalpflege Baden-Württemberg 1991 ein Klostermuseum ein, das als Zweigstelle des Badischen Landesmuseums geführt wird.
Im linken Seitenschiff der Kirche St. Aurelius steht eine hölzerne Skulptur aus dem frühen 15. Jahrhundert. Wie sie nach Hirsau gelangte, ist nicht mehr bekannt. Die spanische Madonnenfigur steht auf einer Steinplatte mit Klötzchenfries. Maria hält das Jesuskind auf ihrem Schoß und zeigt mit ihrer linken Hand auf sich selbst.

## St. Peter und Paul

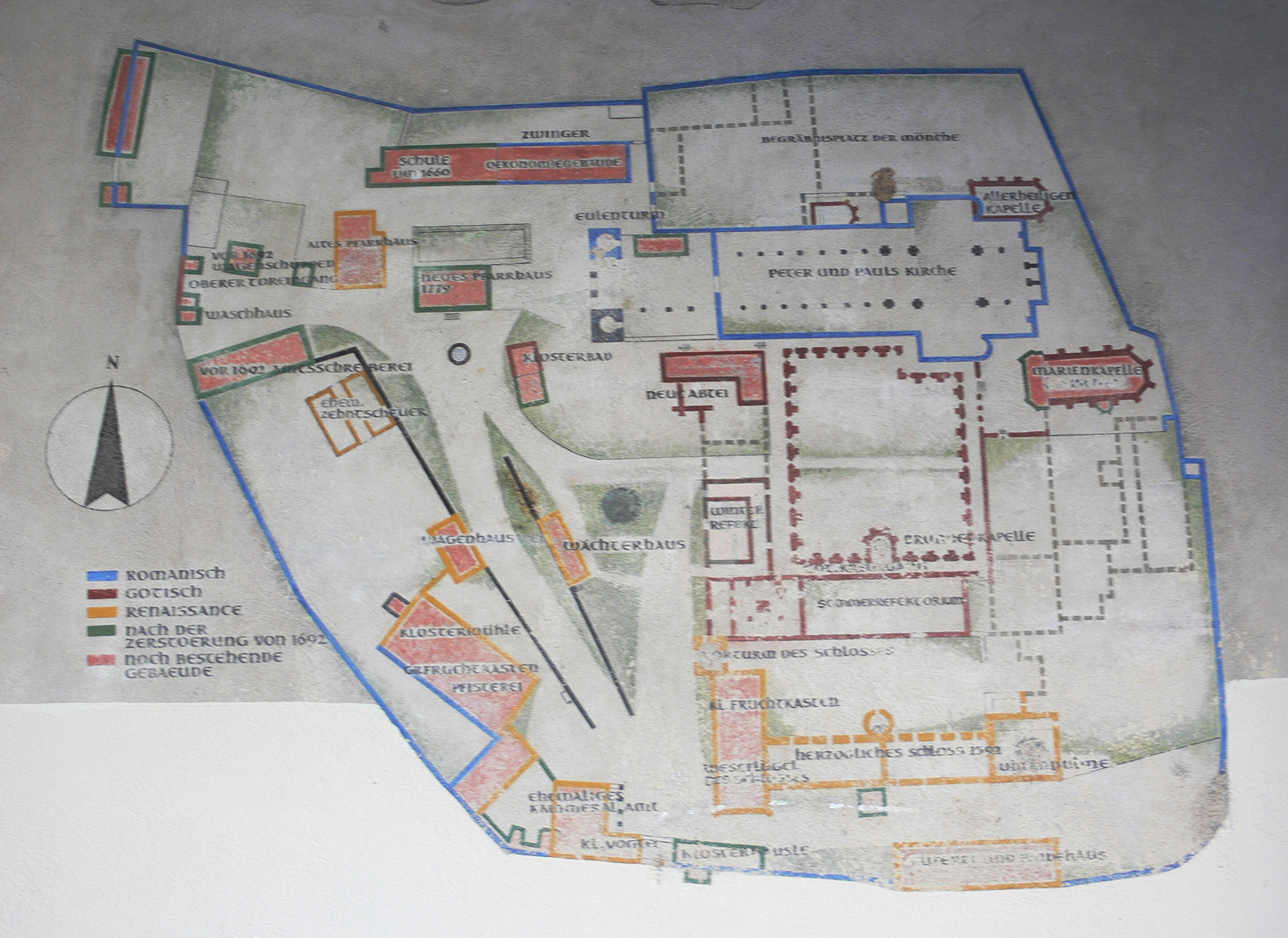
St. Peter und Paul: Grundriss

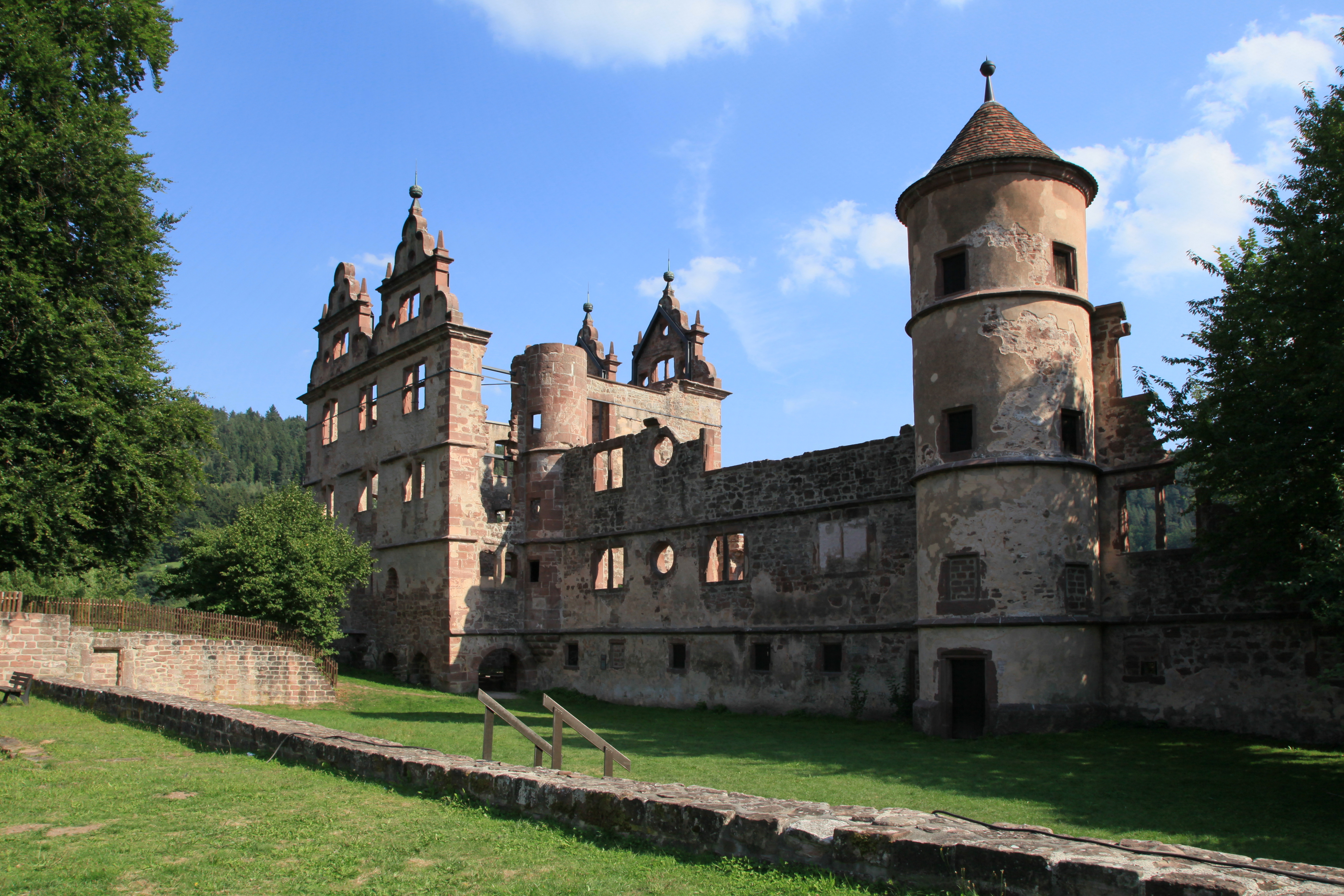
Schlossruine

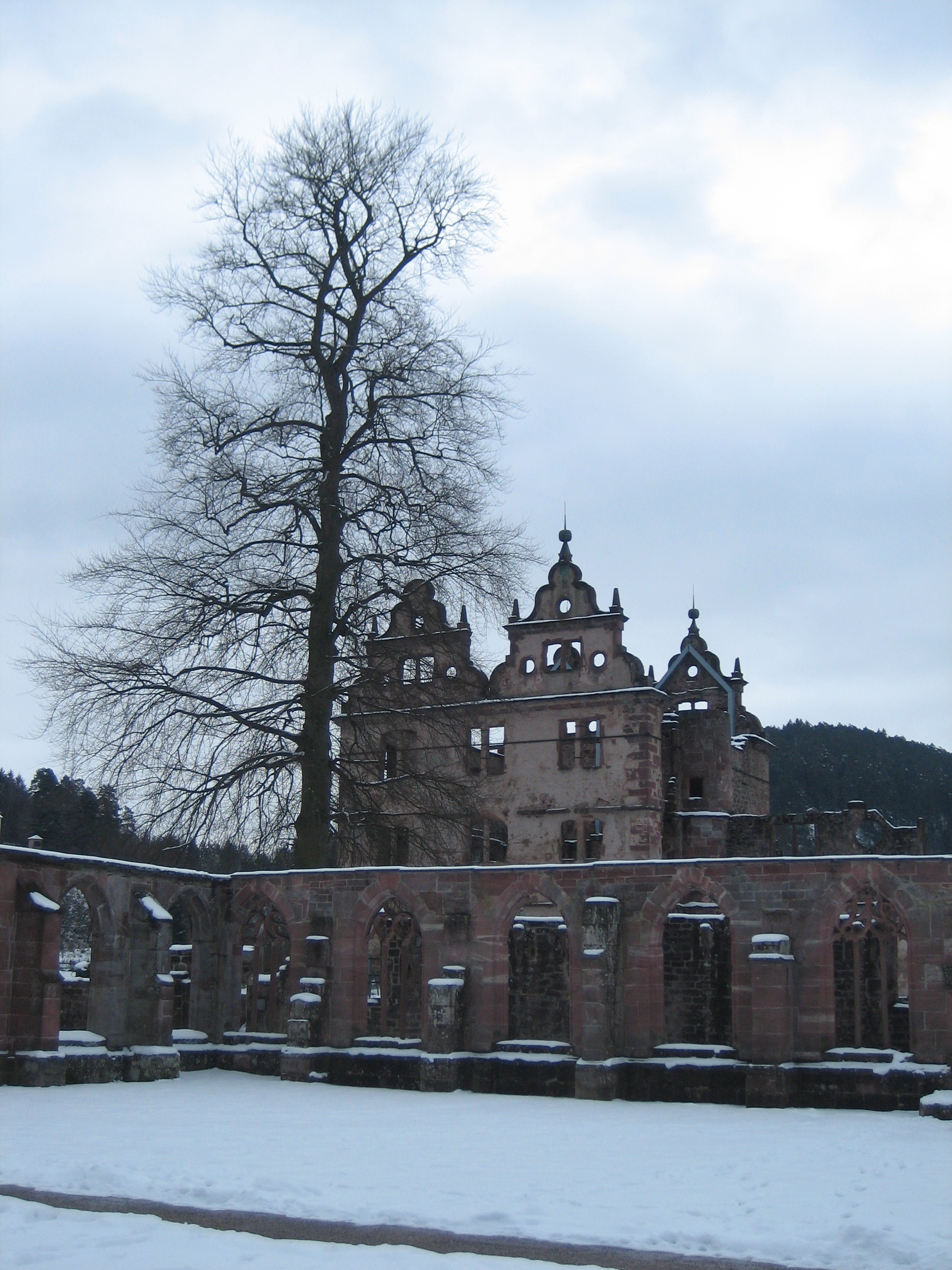
Kreuzgang und Schlossruine

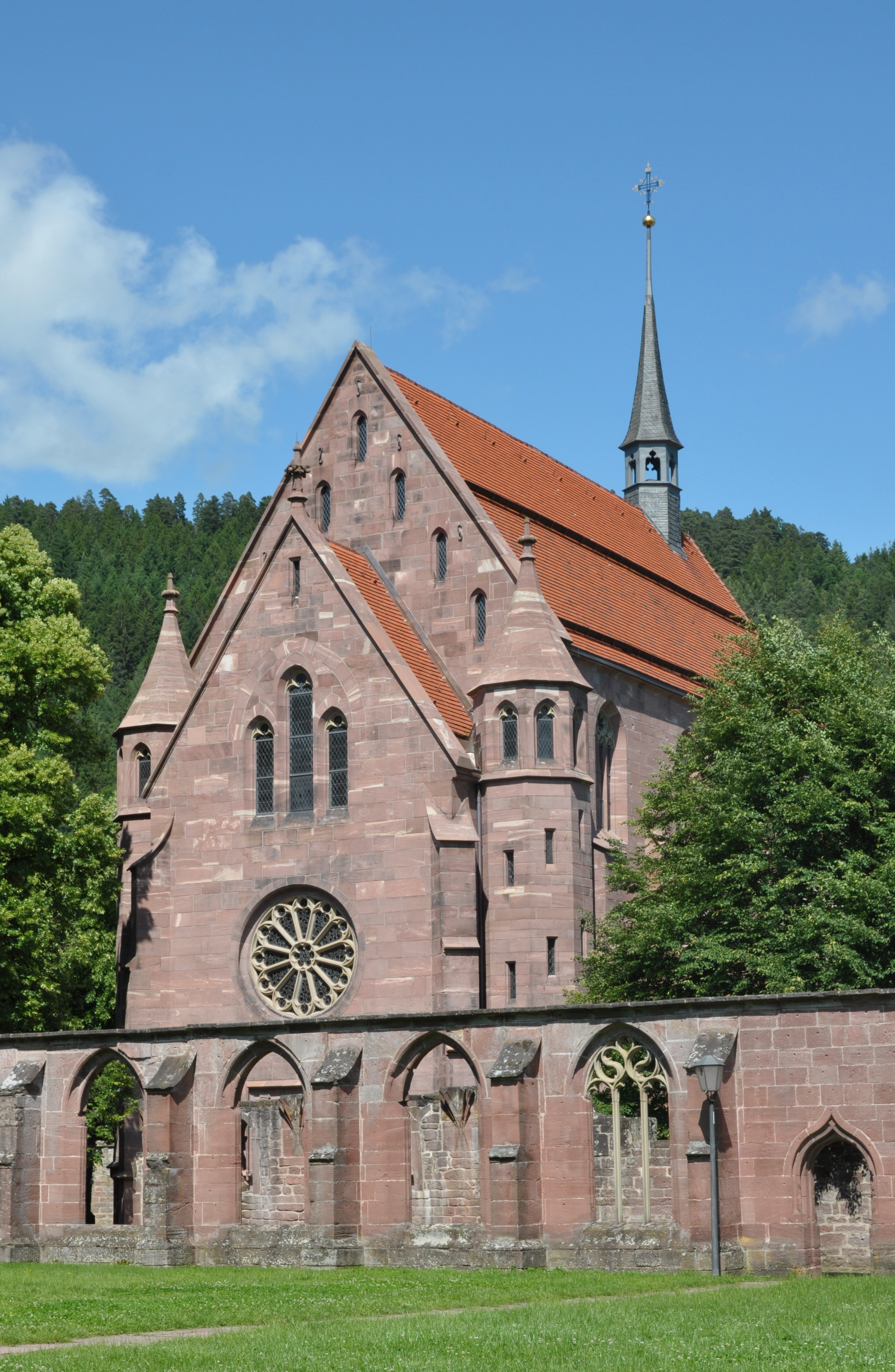
Kreuzgang und Marienkapelle

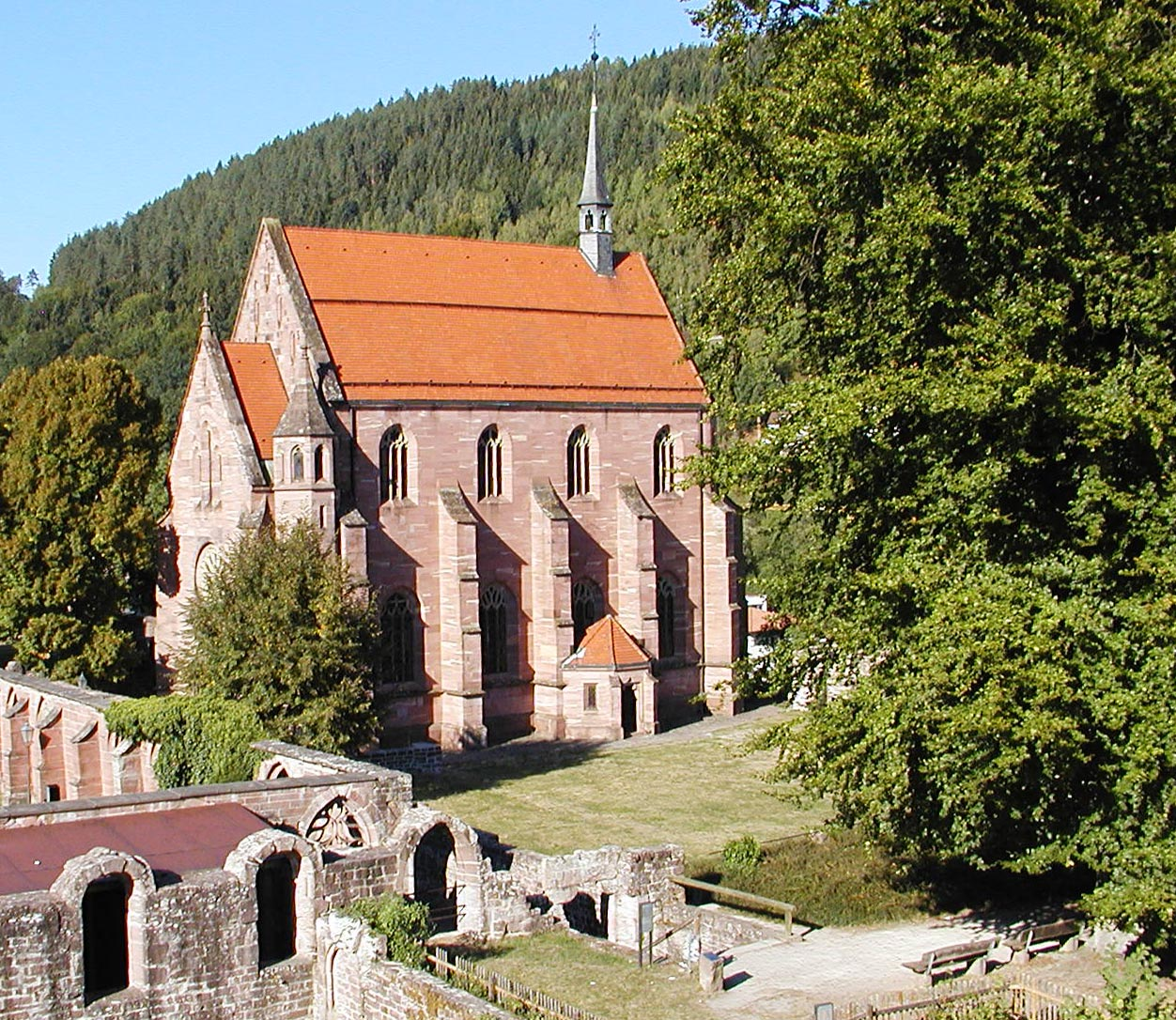
Marienkapelle

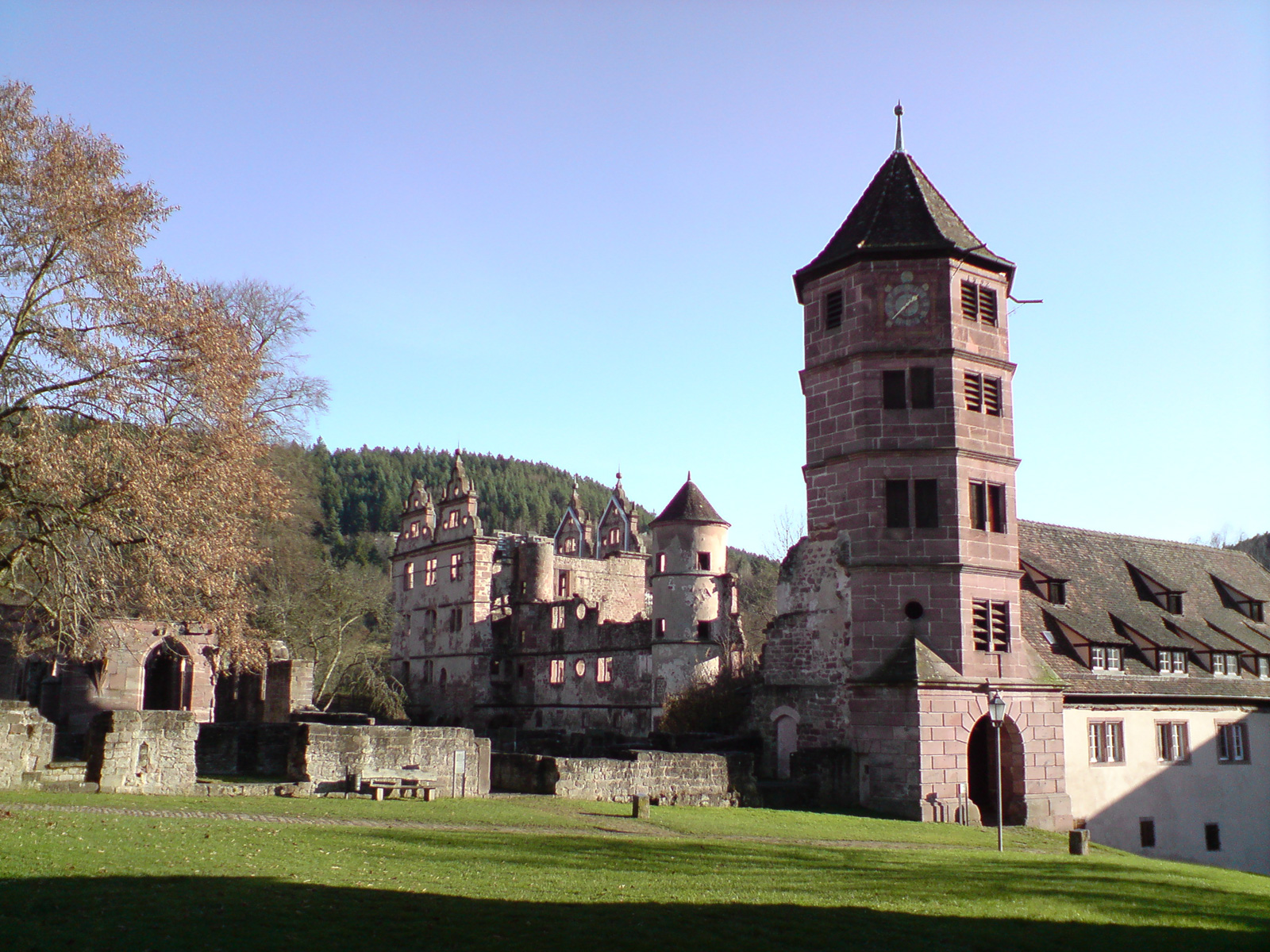
Torturm und Jagdschloss im Kloster Hirsau

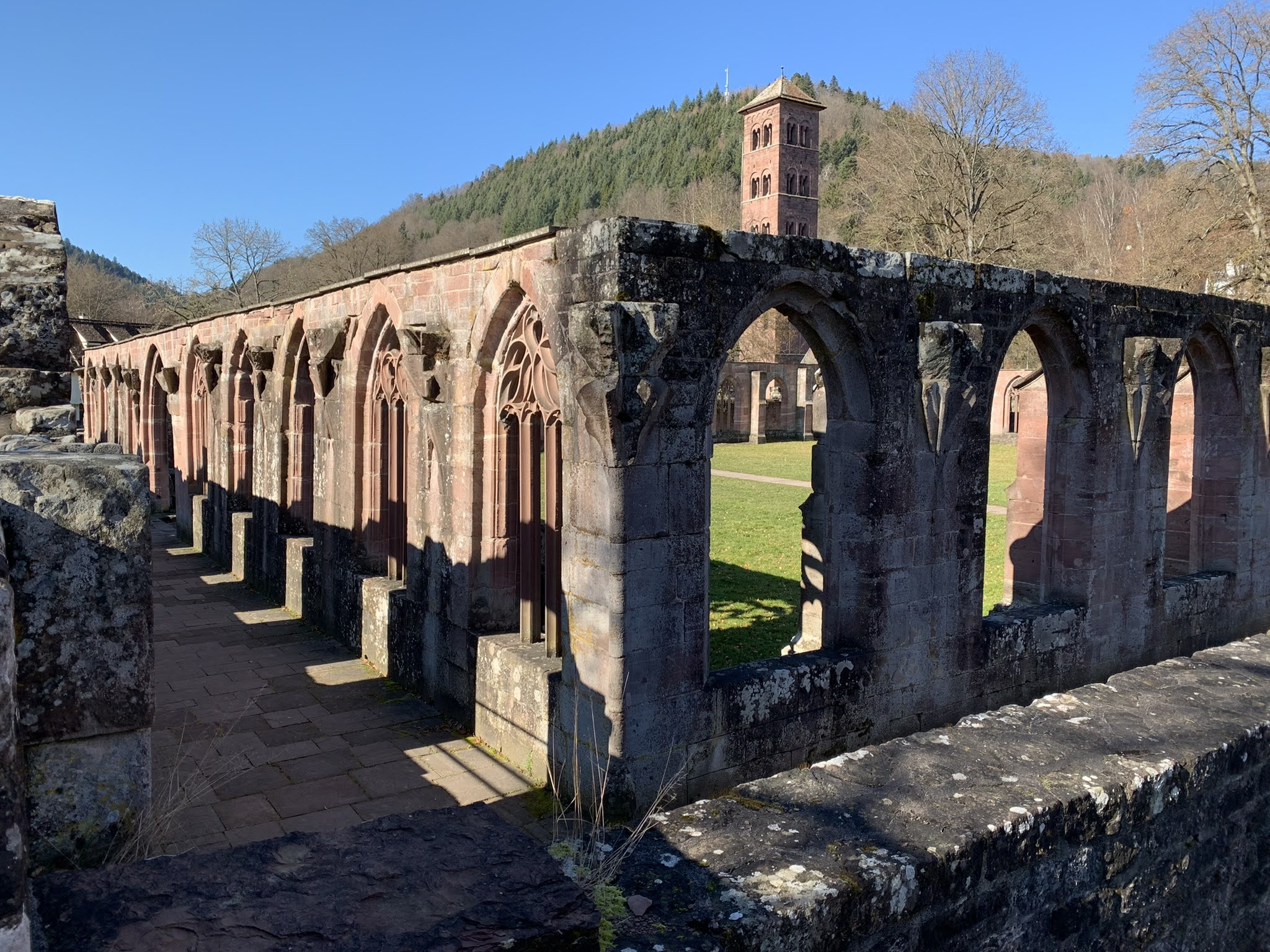
Blick über den Kreuzgang im Kloster Hirsau

Dank der als vorbildhaft empfundenen Lebensweise seiner Mönche und der Reformen des Abtes Wilhelm (ab 1069) hatte Hirsau großen Zulauf. St. Aurelius wurde daher innerhalb kurzer Zeit liturgisch und räumlich ungenügend. Häufiges Hochwasser der Nagold und möglicherweise auch der Wunsch nach Verdeutlichung des Machtanspruchs der Kirche im Investiturstreit ließen den Bau einer größeren, günstiger gelegenen Anlage geboten erscheinen. Den Impuls zur Verlegung könnte die Plünderung durch die Truppen des hier 1079 gefallenen Straßburger Bischofs Werner II. von Achalm gegeben haben, den König Heinrich IV. mit der Zerstörung des Klosters beauftragt hatte.
Im Jahre 1082 begannen die Bauarbeiten mit der Einebnung eines Plateaus auf der Aurelius gegenüber liegenden Nagoldseite. Die Weihe der Kirche erfolgte bereits am 2. Mai 1091. Ab 1092 siedelte der Konvent vom Aurelius- ins Peter-und-Pauls-Kloster über. Die Fertigstellung aller Klausurgebäude zog sich jedoch noch bis zur Mitte des 12. Jahrhunderts hin.
Abt Wilhelm benutzte als architektonische Vorlage Cluny II, den sogenannten Maiolus-Bau. Dies geschah analog zur Übernahme der cluniazensischen Klosterregeln.
Die Kirche war eine romanische, flachgedeckte, dreischiffige Säulenbasilika mit Querhaus und rechteckigem, mehrschiffigem Chor. Ihre Länge betrug zunächst 70 Meter. Ihr Langhaus umfasste neun Joche. Die beiden Westtürme, von denen nur noch der nördliche steht, waren ursprünglich nicht vorgesehen. Sie wurden im Jahre 1120 fertiggestellt und standen ursprünglich vor einem Atrium. Dieses erhielt in einer letzten Bauphase seine basilikale Überdachung. Das Langhaus verlängerte sich damit um 30 Meter auf 13 Joche. Südlich der Kirche schlossen sich um einen Kreuzgang herum Kapitelsaal, Kapelle, Speisesaal, Abthaus und andere Klausurgebäude an.
Friedrich II. übernimmt 1215 die Vogtei der Außenbesitzungen des Klosters und ab 1223 die Gesamtvogtei.
Wie bei St. Aurelius entsprach auch bei St. Peter und Paul die Anordnung der Klausurgebäude weitgehend dem St. Galler Klosterplan, dem mittelalterlichen Idealbild eines Benediktinerklosters. Der Hirsauer Plan wurde im Zuge von Wilhelms Klosterreform selbst Grundlage für die sogenannte Hirsauer Bauschule mit zahlreichen Neugründungen im gesamten süddeutschen Raum.
Mitte des 15. Jahrhunderts erlebte Hirsau eine zweite wirtschaftliche und geistige Blüte. Es unterhielt Kontakte zur Melker Klosterreform und schloss sich 1458 der Bursfelder Kongregation an, einer monastischen Reformbewegung.
Im Jahre 1474 begann unter Erhaltung der Abteikirche der Abriss der romanischen Klausurgebäude, die man bis 1516 durch gotische Neubauten ersetzte. Beteiligt waren u. a. die Meister Peter von Koblenz, Hans Spryß von Zaberfeld und Martin von Urach.
Von 1496 bis 1529 ist hier Nikolaus Basellius als Mönch, Schreiber und Bibliothekar nachgewiesen. Der Benediktiner verfasste bzw. publizierte verschiedene Schriften. Sein bekanntestes Werk ist die Fortsetzung der unveröffentlichten Weltchronik des Tübinger Universitätsrektors Johannes Nauclerus († 1510), von 1501 bis 1515. Nikolaus Basellius redigierte die von ihm fortgesetzte Chronik und veröffentlichte sie 1516 als Gesamtwerk. Johannes Reuchlin schrieb das Vorwort. Auch an den Hirsauer Annalen von Johannes Trithemius hatte Basellius entscheidenden Anteil.
Im Jahre 1536 wurde im Zuge der Reformation der Benediktiner-Konvent aufgelöst, 1556 das Kloster St. Peter und Paul in eine evangelische Klosterschule umgewandelt. Im Dreißigjährigen Krieg kehrten noch einmal benediktinische Mönche aus Weingarten zurück. 1630–1651 wechselte der Besitz Hirsaus mehrfach zwischen katholischen und evangelischen Herren.
Von 1586 bis 1592 ließen Württembergs Herzöge, südlich im Anschluss an die Klausur, anstelle des Abthauses ein dreiflügeliges Schloss im Renaissancestil erbauen.

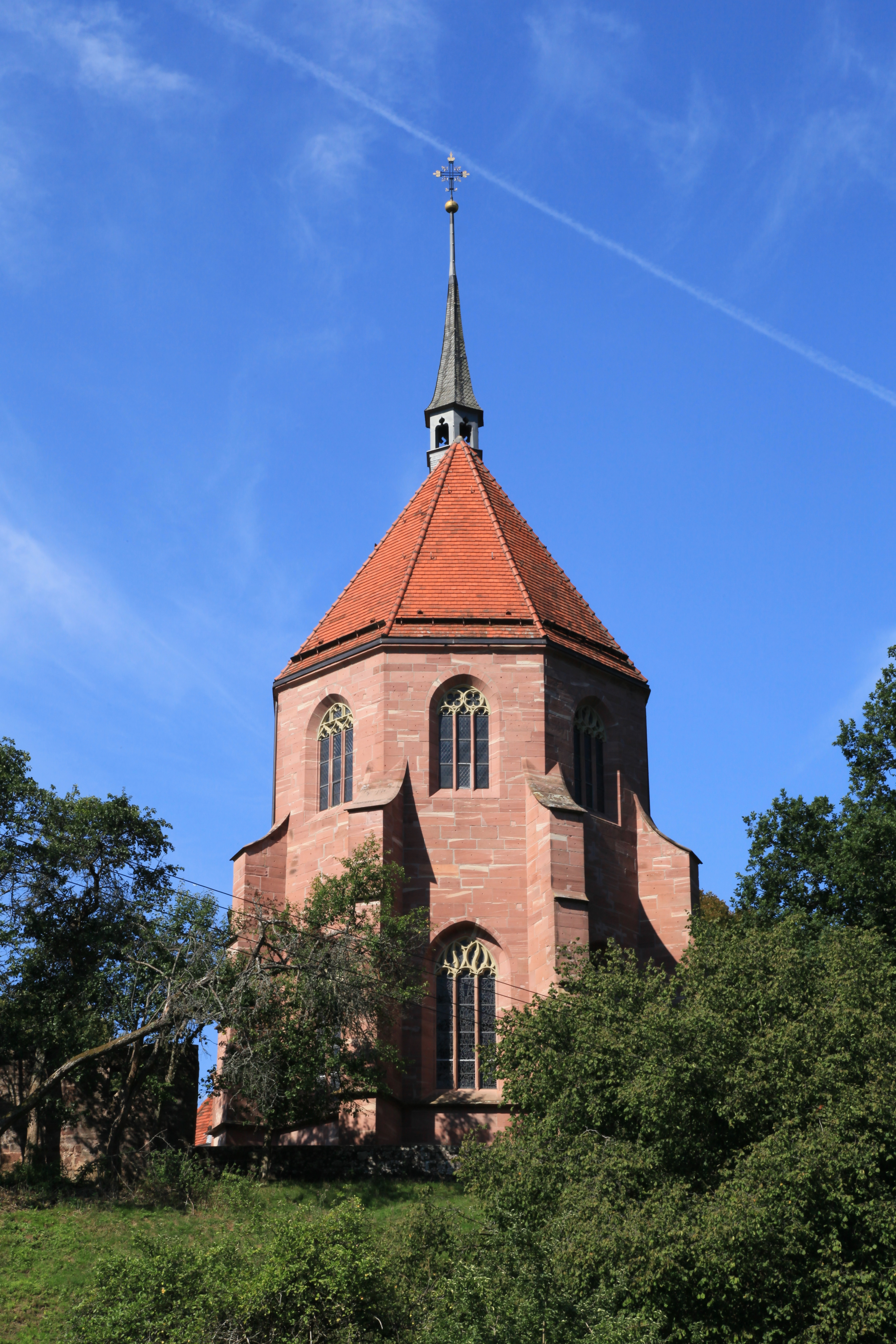
Marienkapelle Ostseite

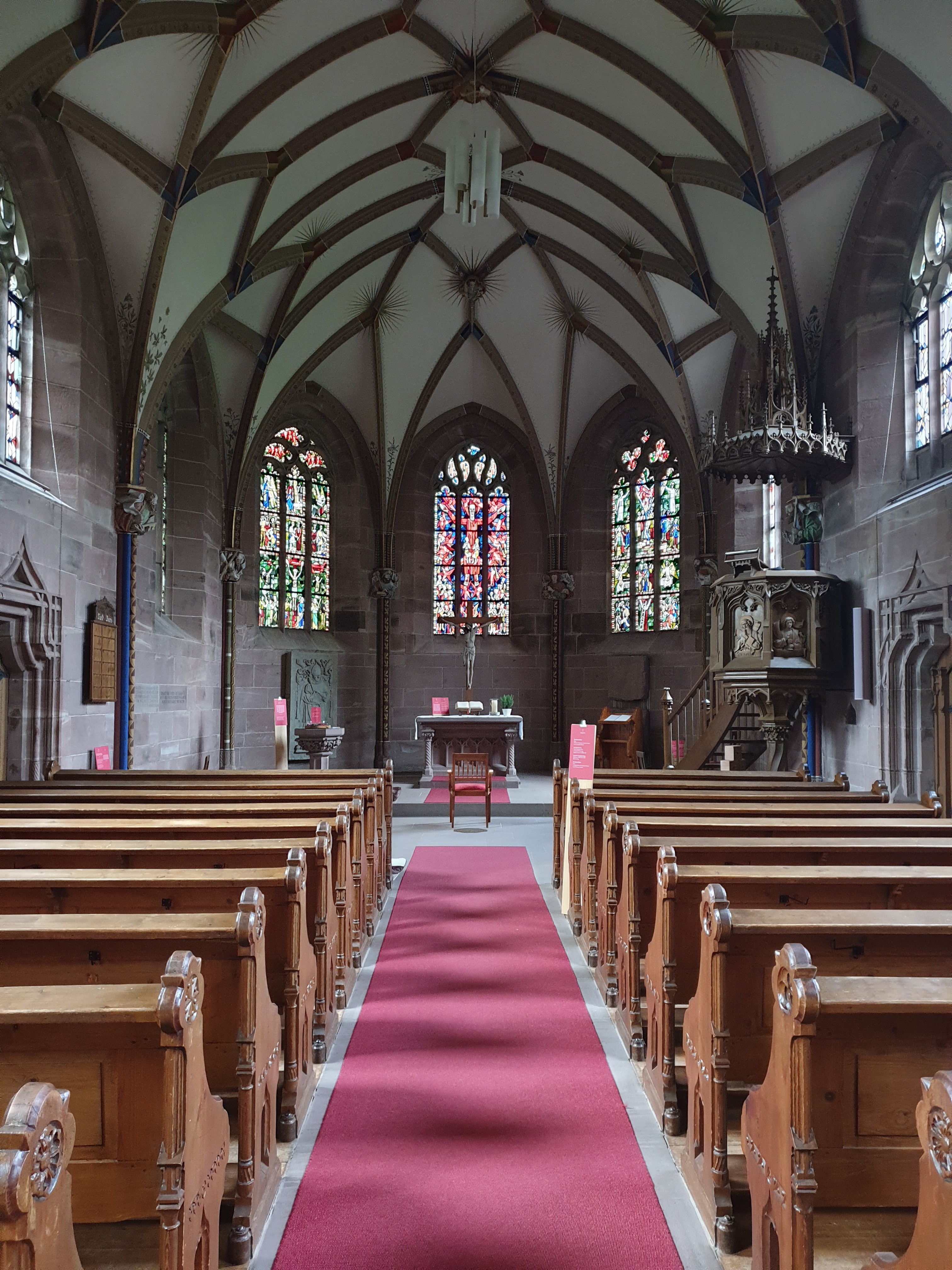
Innenansicht der Marienkapelle

Während einer Belagerung durch französische Truppen unter General Mélac im Pfälzischen Erbfolgekrieg gingen Schloss und Kloster am 19. Septemberjul. / 29. September 1692greg. in Flammen auf. Fehlten zunächst meist nur die Dächer, verlor die Anlage bis 1808 zunehmend auch Mauerwerk, das man u. a. für den Wiederaufbau von Calw verwendete. Erhalten blieben vollständig nur die spätgotische Marienkapelle und der 37 Meter hohe romanische Nordturm (Eulenturm) der Doppelturmfassade am Westzugang der Basilika. Die Lage des südlichen Gegenstücks ist an den freigelegten Grundmauern erkennbar. Vom Schloss und dem spätgotischen Kreuzgang (1474–1503) stehen noch die Umfassungsmauern aufrecht. Kirche und Klausur blieben lediglich in den Grundmauern erhalten. Im Ostflügel des Schlosses wuchs bis 1989 die berühmte Ulme zu Hirsau, der Ludwig Uhland 1829 sein Gedicht Ulmenbaum widmete.
Seit dem frühen 18. Jahrhundert nutzt die evangelische Kirchengemeinde Hirsau die spätgotische Marienkapelle als Pfarrkirche. Sie war als einziges Gebäude beim großen Klosterbrand von 1692 unversehrt geblieben. Wenig später wurde dieses Schmuckstück spätgotischer Architektur evangelische Gemeindekirche. Im Obergeschoss hatte sich die Klosterbibliothek befunden. 1888–1892 überarbeitete der württembergische Oberbaurat Karl von Sauter sie im neugotischen Stil. Westwerk, Netzgewölbe und Farbgebung stammen aus dieser Zeit, auch Reste der damaligen Farbverglasung sind im Portal-Tympanon erhalten. Der Glaskünstler Wolf-Dieter Kohler schuf 1970 die drei Chorfenster (links: Geburt und Passion Christi; rechts: Auferstehung und Himmelfahrt; Mitte: der in den Himmel erhöhte, richtende und kommende Herr). Das Chor-Nordfenster von ungefähr 1920 zum Gefallenen-Gedenken 1914/18 hat die Stuttgarter Künstlerin Käte Schaller-Härlin entworfen, die 1917 ihren kurz zuvor geheirateten Ehemann im Krieg verloren hatte.
Zwischen 1875 und 1988 erschlossen mehrere archäologische Grabungen das Klostergelände. Für die Münsterkirche konnten dadurch mindestens vier Bauphasen nachgewiesen werden.
Von 1983 bis 1986 wurde der sichtbare Baubestand im Auftrag des Landesamts für Denkmalpflege Baden-Württemberg photogrammetrisch vermessen.

## Der Westturm (Eulenturm)
Der erhaltene Nordwestturm – er entging der Zerstörung, weil er als Ortsgefängnis unentbehrlich schien – ist ein sechsgeschossiger Turm mit quadratischem Grundriss, der um 1120 fertig gestellt wurde. Seinen Namen erhielt er wegen der unter dem Dach nistenden Eulen. Der Figurenfries, der den Turm oberhalb des zweiten Geschosses auf der Nord-, West- und Südseite umzieht ist kunsthistorisch von großer Bedeutung. Die Skulpturengruppen werden jeweils von bärtigen männlichen Figuren dominiert, die in Frontalansicht dargestellt sind. Der Figurenfries des Eulenturms stellt laut Dr. Stefan Wintermantel den Lebensbogen eines Laienbruders dar. Der Bärtige auf der Nordseite, der durch die Stirnglatze und den langen Bart als Greis gekennzeichnet ist, bildet mit dem Lisenenträger der Südseite ein Gegensatzpaar. Der Träger, als Atlanten dargestellt, steht aufgerichtet und mit den Händen den Steinbalken stützend im Zenit seines Lebensbogens. Er verkörpert Kraft und Vitalität, wobei er die Funktion eines lebendigen Bausteines übernimmt. Der alte Mann auf der Nordseite dagegen sitzt, die Hände auf den Knien liegend, mit leerer Miene und vermittelt den Eindruck von Erschöpfung. Das Radkreuz zwischen dem Jungen und dem Greis wird als die chronologische Fortsetzung des vom Kind bis zum Lebensende reichenden Lebenslaufs interpretiert. Der Bruder der Westseite symbolisiert demnach den jungen Mann, der das Leben noch vor sich hat. Seine Gestik der über den Augen gehaltenen Hand lässt den erwartungsvollen, neugierigen Blick in die Zukunft seines Lebens erkennen. Die Tierdarstellungen werden mit Hilfe des Physiologus gedeutet, der nachweislich in Hirsau Verwendung fand und von hier aus eine weite Verbreitung erfuhr. Die gehörnten Tiere werden als Antilopen, Ziegenböcke und Gämse identifiziert. An den vier Turmecken werden die Löwenköpfe als Abgrenzung des sakralen Bereichs angenommen, wobei die Symbolik des Löwen in der christlichen Allegorisierung ambivalent sein kann.

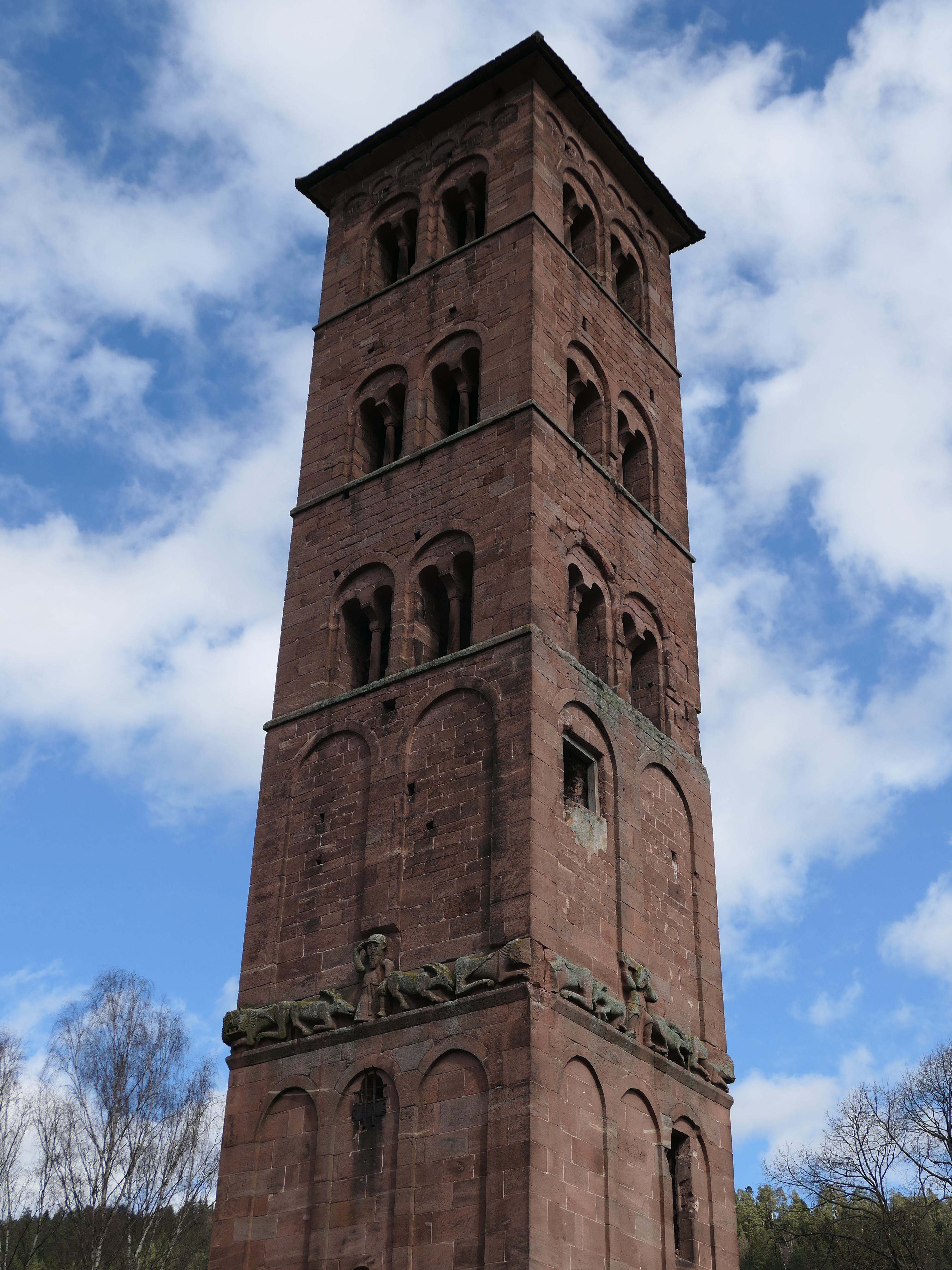
Westturm (Eulenturm): Süd- und Westfassade
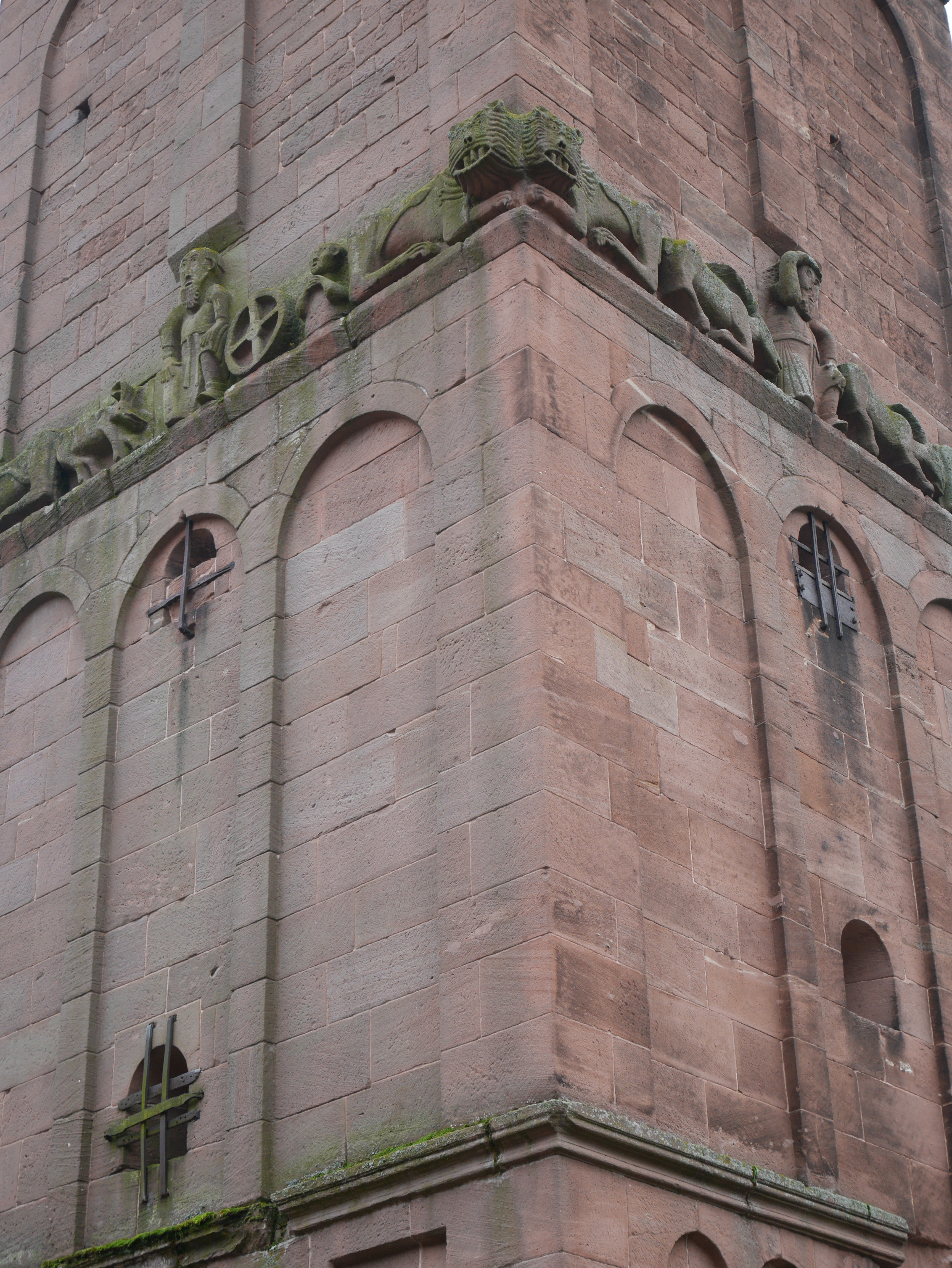
Nord- und Westfassade
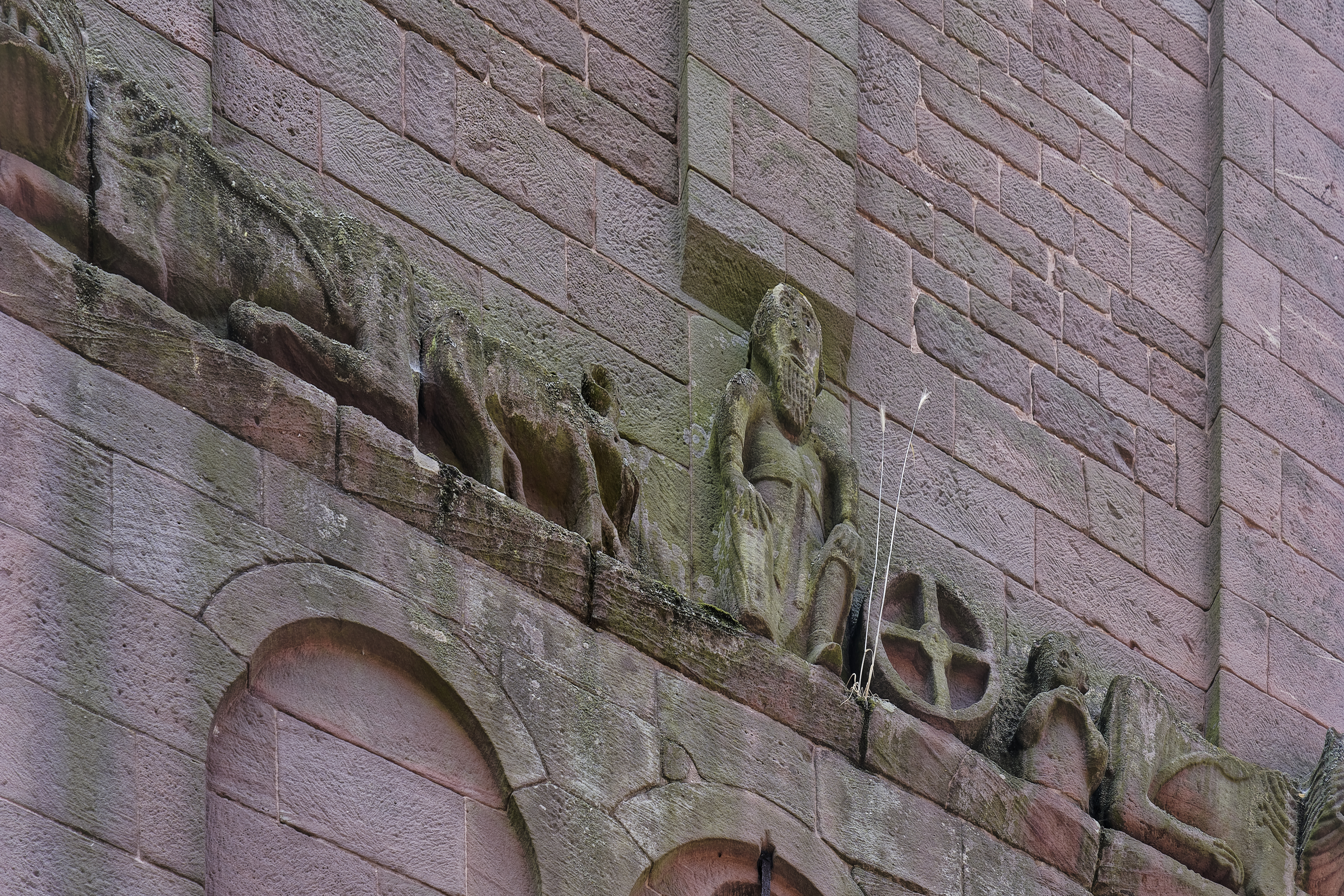
Nordseite mit altem Mann und Rad
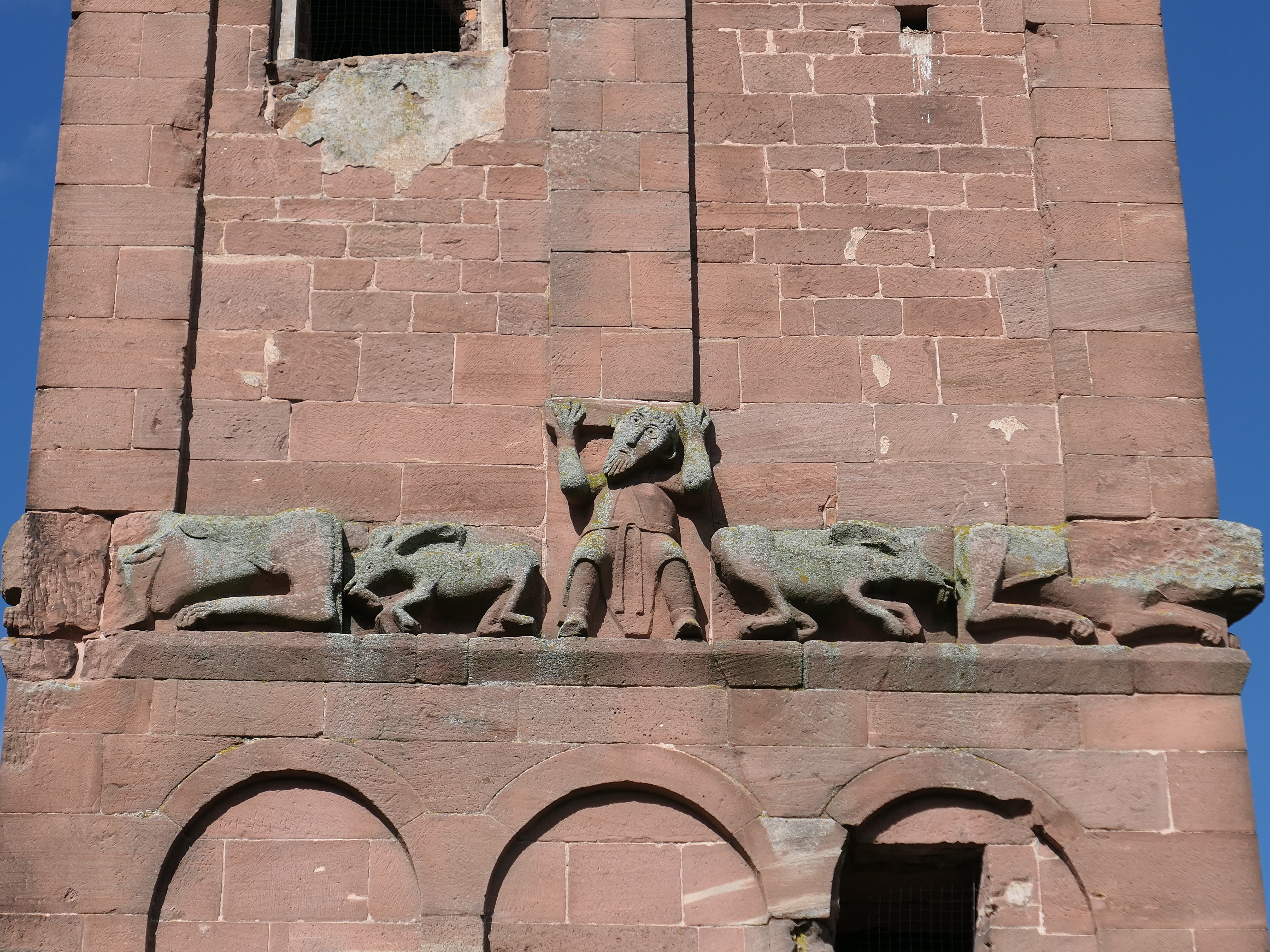
Südseite mit Atlant
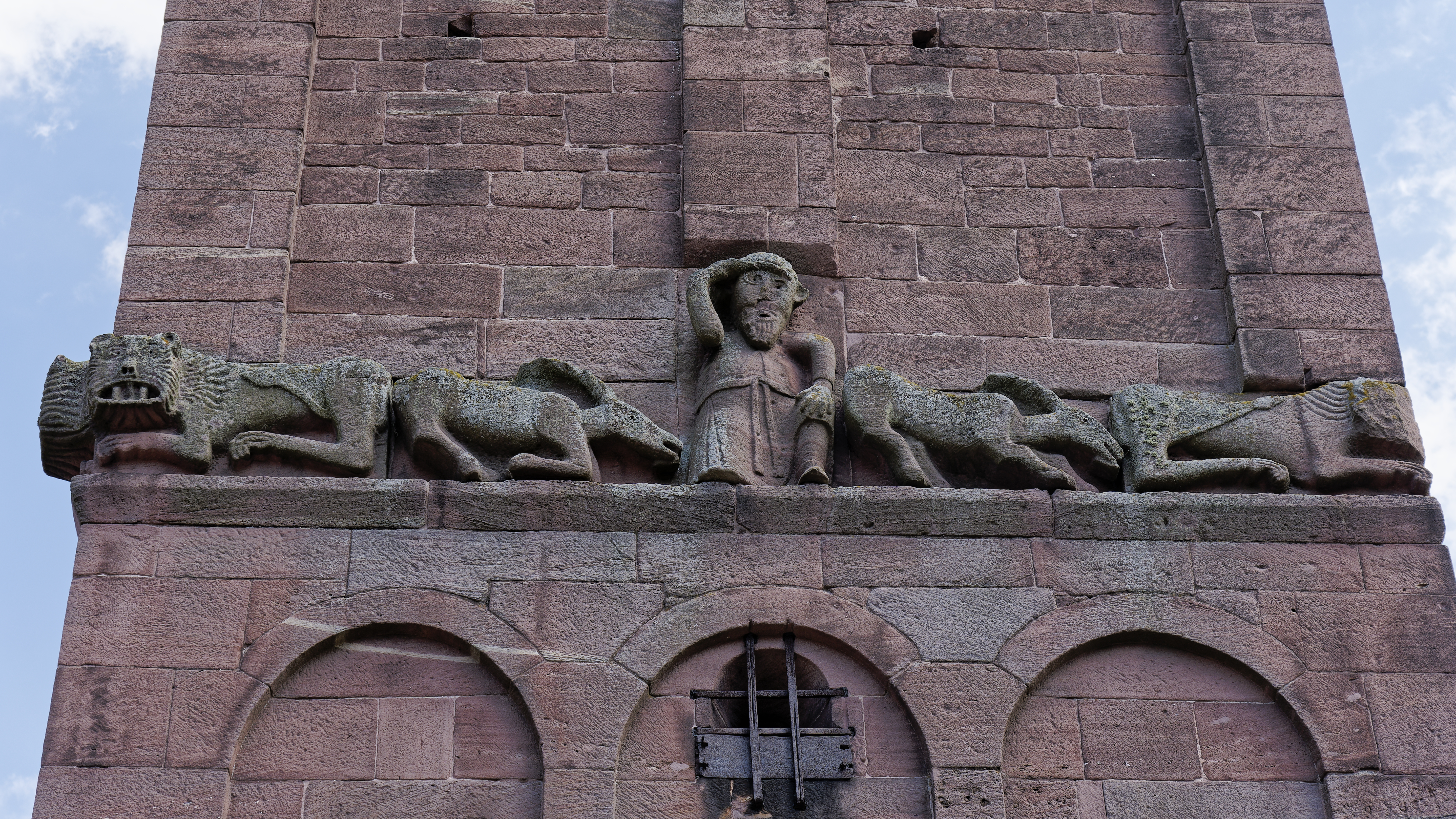
Westseite mit Späher

## Rechtsstreit mit dem Kloster Mariental um den Verkauf der Gemeinde Rietenau
In der zweiten Hälfte des 13. Jahrhunderts kam es zwischen dem Kloster Hirsau und dem Kloster Mariental in Steinheim zu einem mehrjährigen Rechtsstreit, bei dem es um den Verkauf Rietenaus und zugehöriger Patronatsrechte an das Kloster in Steinheim ging.
Am 6. Oktober 1262 wurde das Dorf Rietenau und ein Hof in Benningen am Neckar vom Abt Volland von Hirsau an das Kloster in Steinheim verkauft.
Der Verkauf der Gemeinde Rietenau wurde von dieser nicht anerkannt. Der Prior B. des Heiligen Grabes in Speyer entschied jedoch, dass der Kauf Rechtens war und Rietenau an das Kloster Steinheim ging.
Es wurde weiterhin die Anerkennung der Rechte des Steinheimer Klosters abgelehnt. Daraufhin  wies am 15. Oktober 1265 der Propst Otto von St. Wido in Speyer den Kämmerer in Murr an, dass, falls die Gemeinde Rietenau weiterhin nicht einsichtig ist, die Gemeinde feierlich zu exkommunizieren ist und mit dem Interdikt belegt wird, das der Gemeinde jegliche gottesdienstliche Handlungen untersagen würde.
Am 29. September 1270 wird schließlich der Verkauf der Gemeinde Rietenau durch Abt Volland und den Konvent Hirsau an das Kloster Steinheim beurkundet.

## Heutige Nutzung
Das Kloster Hirsau ist für Besichtigungen geöffnet. Die Nebengebäude sind bewohnt oder beherbergen Abteilungen der Gemeindeverwaltung. Im wesentlich größten Teil der nutzbaren Gebäude befindet sich heute das Finanzamt Calw. Das Kloster zählt zu den landeseigenen Monumenten und wird von der Einrichtung Staatliche Schlösser und Gärten Baden-Württemberg betreut. Seit 2008 findet alljährlich im Kreuzgang des Klosters der Calwer Klostersommer in Hirsau statt.

## Äbte des Klosters
* = evangelische Pröpste und Äbte
- Friedrich I., 1065–1069
- Wilhelm, 1069/71–1091
- Gebhard von Urach, 1091–1105
- Bruno von Beutelsbach, 1105–1120
- Volmarus, 1120–1156
- Hartwig, 1156
- Mangold, 1156–1165
- Rupertus, 1165–1176
- Konrad von Kirchberg, 1176–1188
- Heinrich I., 1188–1195

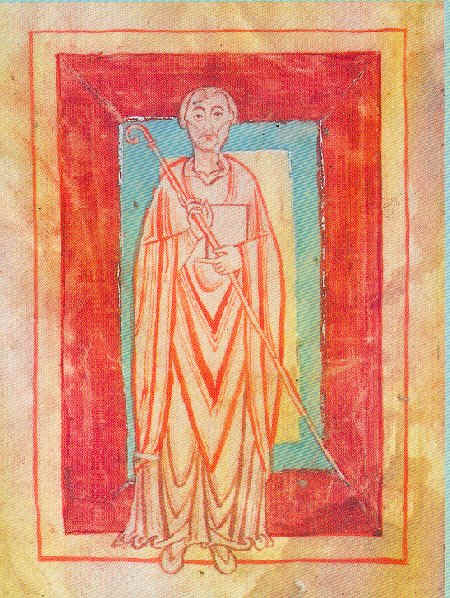
Abt Wilhelm von Hirsau

- Marquard von Sennenberg, 1196–1205
- Luitfried, 1205–1216
- Eberhard II. von Urach, 1216–1231
- Reginbodo II., um 1234
- Ernst, (1231)–1245
- Berthold, um 1258
- Volpold, (1245–1265)
- Heinrich II., um 1260
- Johann I., (1265)–1276
- Voland, (1276–1280)
- Kraft, 1280–1293
- Gottfried I. von Münchingen, 1293–1300
- Heinrich III., 1300–1317
- Eberhard II., 1317–1341
- Wichard I., 1341–1354
- Wichard II., 1354–1369
- Wigand, 1369–1380
- Gottfried II., 1380–1389
- Wichard III., 1389–1400
- Friedrich II. Ifflinger, 1403–1428
- Wolfram Maiser von Berg, 1428–1460
- Bernhard aus Gernsbach, 1460–1482
- Georg Maiser von Berg, 1482–1484
- Blasius Scheltrup aus Öttlingen, 1484–1503
- Johannes II. Hanssmann aus Calw, 1503–1524
- Johannes III. Schultheiß, 1525–1556
- Ludwig Velderer aus Stuttgart, 1556–1560
- Heinrich Weikersreuter, 1560–1569*
- Johannes Parsimonius (Karg), 1569–1588*
- Anton Varnbühler, 1588–1591*
- Johannes Brenz, 1591–1596*
- Johannes Hutzelin, 1596–1617*
- Paulus Ruckher, 1617–1627*
- Albert Bauhoff, 1627–1630*
- Andreas Geist von Wildeck, 1630–1632
- Albert Bauhoff, 1633–1634*
- Andreas Geist von Wildeck, 1634–1637
- Wunibald Zürcher, 1637–1648
- Johann Bernhard Wildersinn, 1651–1662*
- Johann Melchior Nicolai, 1662*
- Elias Sprenger, 1663–1665*
- Christoph Lindenmayer, 1665–1666*
- Johannes Schübel, 1666–1669*
- Matthäus Esenwein, 1669–1672*
- Johann Heinrich Wielandt, 1673–1676*
- Jakob Rottweiler, 1676–1679*
- Paul Achatius Daser, 1680–1688*
- Matthäus Alber, 1688–1689*
- Johann Ludwig Dreher, 1689–1694*
- Ludwig Eberhard Fischer, 1746–1757*